# IBC岩手放送
株式会社アイビーシー岩手放送（アイビーシーいわてほうそう、英: Iwate Broadcasting Co., Ltd.）は、岩手県を放送対象地域とした中波放送（AM放送）事業とテレビジョン放送事業を兼営している特定地上基幹放送事業者である。略称はIBCで、対外的にはIBC岩手放送の表記で通している。岩手県や岩手日報社などが出資し、設立された。

## 概要
- テレビはTBS系列で、ラジオはJRNとNRNのクロスネットである。呼出符号は、ラジオ親局がJODF（盛岡 684 kHz）、テレビはJODF-DTV（盛岡 16ch）。系列新聞は岩手日報、ニュース名称は『岩手日報IBCニュース』。
- ローカル番組制作では、数々の賞を受賞[7]。
- 現状、正式社名は英略称を含めた「株式会社アイビーシー岩手放送[注 1]」だが、外部では以前の社名「岩手放送」でも支障がないと判断された場合は、旧社名のまま変更されないケースも存在する。英略称と従来からある社名を組み合わせた社名に変更した最初の民放でもある[注 2]。
- 隣県である秋田県にはTBS系列局が現在もないため、現在JNNの報道番組などで秋田県から生中継を行う場合は、IBC岩手放送と青森テレビ（ATV）・テレビユー山形（TUY）が担当している。場合によっては、JNN東北ブロックをまとめる立場の東北放送や、キー局のTBSテレビが担当することもある。JNN各局からの中継を行う『THE TIME,』（2021年（令和3年）10月開始）では、当局が秋田県内からの中継を担当している[8]。1983年の時点で、IBCにとって、秋田県は「責任取材範囲」であるとの記述がある[9]。なお、1990年代半ばにはIBC岩手放送秋田支局が秋田市山王に設置されていたものの、2000年代初めに閉鎖され、現在は駐在カメラマンを置き対応している。
- 毎年、公開イベント「IBCまつり」を開催している。ラジオ・テレビの公開放送や、番組スポンサーの出店などが行われる[注 3]。
- FM転換を見据えた総務省実証実験としてAM停波による社会的影響を検証するため、2024年2月1日 - 2025年1月31日までの期間AMラジオを停波。FM、またはワイドFM放送で代替放送を行う[10]。

## 本社・支社・支局
- 本社 - 岩手県盛岡市志家町6番1号
- 東部支社 - 岩手県釜石市上中島町2丁目7番36号 釜石共栄サンパルク2階
- 中部支社 - 岩手県北上市大通り1丁目3番1号 おでんせプラザ ぐろーぶ4階
- 東京支社 - 東京都港区赤坂2丁目21番8号 赤坂山田ビル2階
- 大阪支社 - 大阪府大阪市北区中之島2丁目3番18号 中之島フェスティバルタワー17階
- 仙台支社 - 宮城県仙台市青葉区国分町3丁目1番11号 定禅寺通スクエアビル7階
- 八戸支社 - 青森県八戸市番町9番5号 協栄八戸番町ビル2階

かつては一関市にも支社（県南支社）を、花巻市、水沢市（現在の奥州市）、宮古市、大船渡市、二戸市、秋田県秋田市にも支局を開設していた。

## 資本構成

### 2024年3月31日現在
出典: 
| 資本金 | 発行済株式総数 | 株主数 |
| ------ | -------------- | ------ |
| 1億円  | 520,000株      | 854    |

| 大株主                         | 株式数   | 比率 |
| ------------------------------ | -------- | ---- |
| IBC岩手放送共済会              | 41,500株 | 8.0% |
| 岩手日報社                     | 41,300株 | 7.9% |
| 鹿島建設                       | 40,500株 | 7.8% |
| 北日本銀行                     | 25,900株 | 4.9% |
| 岩手銀行                       | 25,900株 | 4.9% |
| みちのくコカ・コーラボトリング | 25,000株 | 4.8% |
| TBSホールディングス            | 24,000株 | 4.6% |
| 東北銀行                       | 15,000株 | 2.8% |
| 東北電力                       | 10,000株 | 1.9% |
| 三田商店                       | 7,800株  | 1.5% |

### 過去の資本構成
企業・団体は当時の名称。出典：
| 資本金      | 1株   | 発行済株式総数 | 株主総数 |
| ----------- | ----- | -------------- | -------- |
| 2億6000万円 | 500円 | 520,000株      | 1,049名  |

| 大株主                         | 株式数   |
| ------------------------------ | -------- |
| みちのく・コカコーラボトリング | 45,000株 |
| 鹿島建設                       | 40,500株 |
| 岩手日報社                     | 27,158株 |
| 北日本相互銀行                 | 26,300株 |
| 東京放送                       | 24,000株 |
| 岩手県                         | 24,000株 |

## 年表

### 1950年代
- 当時、仙台放送（現在の東北放送）は、岩手県内に分局を置き進出を計画していたが、「岩手の電波は宮城県に占領されてしまう」と危機感を抱いた岩手日報社の太田俊穂が、岩手県「独自の民放」設立のため動き出した[19]。
- 1953年（昭和28年）
  - 1月 - 岩手放送株式会社創立準備委員会設立を岩手日報社内に設置[20]。
  - 3月14日 - 郵政省電波監理局に、標準放送局（中波放送）の免許申請[21]。
  - 8月7日 - 設立発起人会開催（出席者　岩亀精造、阿部千一、鎌田賢三、川村徳助、国分謙吉、沢野房次郎、雫石隆孝、二見直三、吉田賢雄）[20]。
  - 8月14日 - ラジオ放送の予備免許交付[22]。
  - 9月16日 - 株式募集開始[20]。
  - 12月7日 - 岩手放送株式会社創立。
  - 12月19日 - ラジオ放送の本免許交付。
  - 12月24日 - 開局式挙行[23]。
  - 12月25日 - 全国31番目にラジオ放送開始。正午に放送開始。コールサインJODF、周波数940kc、昼間出力1kW、夜間0.5kW[24]。盛岡市内丸61番地に本社を置く。送信機は東芝製[25]。
    - 開局当初は盛岡一円にしか電波が届かず、営業面で苦戦[23]。
- 1954年（昭和29年）
  - 1月17日 - 初の自主製作放送劇「雪の夜話」（のちに「みちのく夜話」）放送開始。原作・太田俊穂。「テアトルDF」という自前の劇団を組織しての製作となった[20]。
  - 3月11日 - 郵政省電波監理局に、前沢ラジオ中継局（100W）の免許申請[26]。
  - 5月 - 増資（2700万）[23]。
  - 12月18日 -前沢ラジオ中継局（JODL）に本免許交付[27]。周波数1060kc、出力100W。
- 1955年（昭和30年）
  - 2月21日 - テレビ放送の免許申請[22]。
  - 6月25日 - この日から約1か月間、試験的に深夜放送実施[28]。
- 1956年（昭和31年）
  - 2月23日 - 盛岡局の夜間出力を1kWに増力する旨の請願を参議院通信委員会で行う（紹介議員・小笠原二三男）。[29]NHK盛岡放送局が10kWで送信しているのに対し、出力が弱く、カバーエリアの低さが問題となっていたため[30]。
  - 6月2日 - 参議院通信委員会で釜石ラジオ中継局新設の請願が認可認められる（紹介議員・松前重義）[31]。
  - 8月3日 - 釜石ラジオ中継局（100W）の予備免許交付[32]。
  - 10月1日 - 盛岡局、周波数を940kcから580kcに変更[33]。
  - 10月14日 - 釜石ラジオ中継局開局[34]。

- 1957年（昭和32年）
  - 5月 - 北海道放送東京支社とIBC東京支社の間に専用線開通[35]。
  - 6月 - 年収1億円突破。初配当実施[36]。
  - 10月22日 - テレビ放送の予備免許交付[22]。
- 1959年（昭和34年）
  - 開局5周年記念事業でABC交響楽団を招きコンサートを開催、ラジオドラマ懸賞募集も行う[37]。
  - 県南総局を開設。水沢の大町郵便局階上を放送局用に改造[38]。
  - 3月20日 - 新山テレビ送信所起工式挙行[37]。
  - 7月20日 - 新山テレビ送信所完工[37]。
  - 8月1日 - JNNに加盟[9][39]。
  - 8月24日 - テレビ放送の本免許交付[22]。
  - 8月25日 - サービス放送開始[38]。
  - 9月1日 - 10時45分からテレビの本放送開始（岩手県内では、NHK盛岡放送局（1958年（昭和33年））に次ぐ2局目、民放では初）。

### 1960年代
- 1960年（昭和35年）
  - 1月31日 - 「風流文士劇」放送[20]。
  - 9月1日 - 釜石テレビ中継局開局[40]。
  - 12月8日 - 「農事教室シリーズ」が農業技術の発展、振興に寄与としたとして農林大臣より表彰[41]。
  - 第1回テレビ・コマーシャル・カード・コンクールを開催[41]。
- 1961年（昭和36年）
  - 9月1日 - 八戸支社開設[42]。
  - 10月25日 - 福岡テレビ中継局開局[42]。
  - 12月24日 - 宮古ラジオ中継局開局[43]。
- 1962年（昭和37年）
  - 4月 - 大規模組織改正、人事異動を実施。局制を導入。経理部長を編成局長に充てるなどの異動を行う[44]。
  - 6月1日 - 大船渡テレビ中継局開局[43]。
  - プロ野球中継を増枠。ラジオが、火曜日・水曜日・木曜日・土曜日・日曜日、テレビが水曜日、日曜日[45]。
- 1963年（昭和38年）
  - 5月 - VTR購入[45]。
  - 5月 - 開局10周年記念でラジオ・テレビで特別番組放送[46]。
  - 10月 - 開局10周年事業で、へき地校にテレビ10台寄贈[20]。
  - 11月 - 新社屋を起工（場所は旧葛西荘跡地）[46]。
- 1964年（昭和39年）
  - 9月 - 新社屋完成[46]。
  - 10月1日 - 本社を現在地の盛岡市志家町6番1号に移転。テレビ中継車購入[47]。
  - 12月 - テレビ番組「岩手をつくる」が当時の千田岩手県知事より表彰を受ける[47]。
- 1965年（昭和40年）
  - 東京五輪の反動不況にともない、経営環境の悪化を防ぐ目的で、「立直り運動」を実施[44]。
  - 5月2日 - ラジオネットワーク「ジャパン・ラジオ・ネットワーク」（JRN）に発足と同時加盟。
  - 5月3日 - ラジオネットワーク「全国ラジオネットワーク」（NRN）に発足と同時加盟。
- 1966年（昭和41年）
  - 9月18日 - カラーテレビ放送開始[48]。
- 1968年（昭和43年）5月 - 十勝沖地震で被災した青森県八戸市・五戸町から災害報道を行う（「にほんの広場」、日本テレビ「婦人ニュース」、TBS「おはようにっぽん」、「ニュースコープ」、「土曜パートナー」などの番組）[49]。
- 1969年（昭和44年）
  - 9月 - 第二会社の株式会社IBC開発センターが営業を開始[50]。
  - 10月 - テレビ番組自動送出装置始動[51]。
  - 10月5日 - テレビの全日放送開始[9]。
  - 12月1日
    - テレビ岩手（TVI）の開局により、日本テレビ系列番組が一部例外を除き姿を消す。
    - テレビ放送の全自動運行開始[9]。

### 1970年代
- 1970年（昭和45年）
  - 岩手でロケを行ったフジテレビ製作ドラマ「吾が命あり」を放送、高視聴率をマーク[50]。
- 1971年（昭和46年）
  - 4月5日 - 岩手放送初のテレビ・生ワイド番組の『おはよういわて』がスタート[50]（1980年（昭和55年）9月終了）。
  - 4月30日 - 現在のIBC684の前身となるラジオカー「IBC720」が県内を走り始める。
  - 7月30日 - 全日空機・自衛隊機空中衝突事故の取材がスクープ報道となる。
  - 9月 - テレビ番組「土曜ワイド」が放送終了[52]。
  - 12月25日 - ラジオ送信所（盛岡本局）が盛岡市青山地区から現在地の矢巾町煙山地区へ移転、出力5kWに増力[注 4]。
- 1972年（昭和47年）
  - 2月 - 開局20周年記念事業「(財)岩手放送教育振興基金」設立(資本財産5,000万円)[51]。
  - 4月 - 「オールナイトニッポン」ネット開始[52]。
  - 6月 - ラジオ番組全自動放送装置始動[51]。
  - この年から、朝の情報番組「JNNニュースショー」内「朝のグラフコーナー」にて、岩手だけでなく、青森・秋田からも生中継を行う[52][53]。
- 1973年（昭和48年）
  - 8月 - JNNニュースで松尾鉱山鉱毒水問題を放送、JNN感謝状を獲得[54]。
  - 開局20周年記念で「土曜ジャンボシネマ」放送開始[54]。
  - 9月 「ヤングアップコンサート」開催（翌年3月まで）[54]。
- 1974年（昭和49年）
  - 2月 - 「横手地方」（当時TBS系列局の置局がない秋田県横手市を含む）の豪雪（昭和48年豪雪）の取材が、JNN月間賞を受賞[54]。
  - 7月 - テレビドキュメント「角膜移植238号」で第8回放送科学賞受賞[55]。
  - 8月20日 - 岩手県アマチュアゴルフトーナメント「IBCカップ」開始。
- 1977年（昭和52年）
  - 4月 - ミニハンディカメラ（ENG）導入[56]。
  - 4月4日 - 夕方のテレビ・ワイドニュース番組の『ニュースエコー』開始。
- 1978年（昭和53年）
  - 10月 - 開局25周年記念事業として『岩手百科事典』を刊行。
  - 11月23日 - 全国一斉、中波放送の周波数変更のため684kHz[注 5] となる。
  - 12月24日 - 開局25周年記念事業の一環として24時間生放送特番『IBCラジオ・チャリティー・ミュージックソン』（通称“ラジソン”）開始。
- 1979年（昭和54年） - 小型文字発生装置導入[57]。

### 1980年代
- 1980年（昭和55年）
  - 4月 -  「おはよういわて」をリニューアルし、「ラブリーいわて」がスタート[57]。
  - 11月1日 - 音声多重放送開始（テレビ岩手と同日）。
- 1981年（昭和56年）
  - 「とびだせ! 全国DJ諸君」のコンクールでIBC製作の「ダメおやじ」がグランプリ受賞[58]。
  - 4月21日 -  株式会社アイ・ビー・シー音楽出版社設立[59]。
  - 9月1日 - 久慈ラジオ中継局開局。記念番組を1週間にわたり放送[58]。
- 1982年（昭和57年）
  - 5月 - 小型中継車導入[60]。
  - 6月23日 - 東北新幹線開業記念番組（「やまびこ出発直前」「朝のホットライン」「報道特別番組番組・みちのくに緑の疾風〜東北新幹線営業開始」など計8番組）を放送[61]。
  - 10月6日 - 開局30周年記念映画『遠野物語』が完成[61]。
- 1983年（昭和58年）
  - 3月  - 本社からのフィルム取材を廃止[60]。
  - 8月6日～7日 - 開局30周年記念番組「30時間ナマナマ大放送」を放送。研ナオコ、早見優なども出演[62]。
  - 12月25日 - アメリカ・カナダなどの海外取材も交えた、開局30周年記念番組「太平洋の橋・新渡戸稲造」を放送[62]。
- 1984年（昭和59年）CMバンク導入[63]。
  - 4月1日 - 通信衛星さくら2号を利用した[58]特別番組「いま駆ける三陸の光」を放送[64]。
  - 政府技術協力計画「テレビジョン放送管理コンテスト」集団研修で来日中の、アジア・アフリカ諸国のテレビ関係者が視察[62]。
- 1985年（昭和60年）CI導入（制作は田中一光）[65]。
- 1986年（昭和61年）
  - 本社社屋が盛岡市都市景観建築賞を受賞。
  - 5月2日 - 有限会社シー・アンド・エス設立[59]。
  - 6月7日 - IBC放送会館竣工（新しいスタジオを設置）。
- 1987年（昭和62年）
  - 10月 - 釜石にニューススタジオを開設[66]。
- 1988年 （昭和63年）
  - ドキュメント「幼老園のススメ」（原文ママ）がJNNネットワーク協議会賞受賞[67]。
  - 8月 - 開局35周年記念イベント「祭りいわて」を産業文化センターで開催、特別番組を6日間放送[67]。
- 1989年（昭和64年・平成元年）
  - 1月7・8日 - 昭和天皇崩御、改元にともない一般の番組をすべて放送中止。特別番組「亡き陛下を慎む」を放送[67]。
  - 9月 - SNGシステム稼働[68]。
  - 10月 - 一関支社とのマイクロ回線開通[68]。

### 1990年代
- 1990年（平成2年）
  - IBC特集（火曜日、午後7時半〜8時）放送開始。ドキュメント「牛は病んでいる」が、ギャラクシー選賞を受賞[69]。
  - 2月28日 - 株式会社アイビーシー・ビジョン設立[59]。
- 1991年（平成3年）
  - 4月1日 - 岩手めんこいテレビ（mit）の開局により、フジテレビ系列番組が姿を消す。
  - 9月 - カナダのCHEK-TV と姉妹局提携締結[70]。
- 1992年（平成4年）
  - 2月 - 初の衛星生中継番組「ロンドン発盛岡行」を放送[71]。
  - 2月 - アルペンカップスキー世界選手権大会盛岡・雫石大会のホスト局を務める[72]。
- 1994年（平成6年）
  - 「ドラマ元年」と位置づけ、『ねじれた記憶』（原作・高橋克彦）、『マイ・マザー・リバー』、『平成遠野物語』、『牛（べこ）とコスモス』を製作、放送[73]。
  - 2月 - 初めて北日本雪合戦大会を番組化[73]。
  - 10月1日 - 大船渡ラジオ中継局の周波数変更及び出力増強（1485 kHz 100W→684 kHz 1 kW）。
- 1995年（平成7年）
  - 6月23日 - 株式会社アイビーシー岩手放送と商号変更[注 1][51]。
  - 7月 - 「ニュースエコー」通算5000回[74]。
  - 10月 -  秋田支局開設[74]。
- 1996年（平成8年）
  - 7月1日 - 株式会社アイビーシー・カルチャーセンター設立[59]。
  - 10月1日 - 岩手朝日テレビ（IAT）の開局により、民間放送教育協会の番組を除き、テレビ朝日系列番組が姿を消す。
  - 公式ウェブサイトを開設。
- 1998年（平成10年）
  - 2月2日 - 郵便番号7桁化に伴い私書箱郵便番号を「020-8566」に制定。
  - 10月 - 第二回北東北知事サミットが岩手県立大学で開催、幹事局として秋田・青森にネット[75]。
- 1999年（平成11年）
  - 4月 - IBCトップ40終了[76]。
  - 10月 - ラジオ10番組でEメールアドレス開設[76]。

### 2000年代
- 2000年（平成12年）10月1日 - 田野畑ラジオ中継局開局（1062 kHz 300W、施設はNHK盛岡第1放送と共用）。
- 2001年（平成13年）
  - 3月 - 株式会社アイビーシー・カルチャーセンター解散[59]。
  - 4月 - 局キャラクターとして“ちゃおくん”を採用。作：畠山さゆり。同時にキャッチコピー「みciao!きいciao!IBC」を採用。
  - 収益の落ちこみに対する業務の効率化のため、営業・編成・制作・技術管理の各部門をラジオ・テレビ共通になる。
- 2002年（平成14年）
  - 1月 - テレビ東京製作「壬生義士伝」（原作・浅田次郎）放送、好評につき再放送の要望が殺到、大きな反響を得る[77]。
  - 映画「男はつらいよ」放映権獲得、放送開始[77]。
  - 初のハイビジョン制作番組「にっぽん・ふるさと列車の旅」がBS-i（BS-TBS）で放送[77]。
  - 4月 - ラジオの月曜ナイター放送開始[77]。
  - 11月 - 競馬ビッグレース『第二回JCB』を秋田県を含む東北6県同時ネットで放送[78]。
  - 12月 - 20年続いたラジオ番組『回想　私の歩んだ道』が終了[77]。
- 2003年（平成15年）
  - 開局50周年。前年に人気を博した『壬生義士伝』の映画製作に参加[78]。
  - 財団法人・IBC岩手放送教育振興基金が発展的解散[79]。
  - 桑島法子の朗読DVD「桑島法子のイーハトーブ朗読紀行」販売[79]。
  - 4月 - 情報番組『じゃじゃじゃTV』開始（毎週土曜 9:25 - 11:30）[79]。
  - 5月26日 - 宮城県沖で発生した地震でSTL回線が故障し、テレビ放送が約3時間中断。
  - 6月 - ドキュメント番組「奥羽の山に抱かれて〜2003年夏」を東北6局ネットで放送[79]。
- 2005年（平成17年）
  - 5月11日 - 地上デジタルテレビジョン放送用の社屋と送信塔が現社屋隣に完成。愛称は「デジタワー」。
  - 7月29日 - 地上デジタルテレビジョン放送の免許を申請。
  - 8月1日 - 編成・制作・技術部門をラジオ、テレビの2部制とする（ラジオ部門は「IBCラジオセンター」に再編）。
  - 8月25日 国内AM局では初のポッドキャスティングサービス、「IBCポッドキャスティング」を開始。
  - 11月15日 - 地上デジタルテレビジョン放送の予備免許を交付。
- 2006年（平成18年）
  - 1月23日 - 二戸地区におけるラジオ難聴取対策として、カシオペアFM経由による番組一部再送信開始。
  - 7月1日 - 地上デジタル放送対応の主調整室（マスター）に更新。
  - 9月13日 - 公式サイトのリニューアルと同時に、テレビ局では初めてiEPGが利用できる番組表を開始。
  - 9月25日 - 地上デジタルテレビジョン放送の本免許交付。
  - 10月1日 - 地上デジタルテレビジョン本放送開始。
- 2007年（平成19年）
  - 4月2日 - テレビの終夜放送（TBSニュースバードによるフィラー放送）を開始。
  - 7月2日 - 制作スタジオ設備のハイビジョン化。
- 2008年（平成20年）
  - 開局55周年。「いのち。伝えたい!」キャンペーンスタート[80]。
  - 6月25日 - 株式会社アイビーシー・カルチャーセンター解散[59]。
  - 12月2日 - 有限会社シー・アンド・エス解散[59]。
- 2009年（平成21年）
  - 3月2日 - ニューススタジオ設備のハイビジョン化。
  - 6月30日 - 有限会社シー・アンド・エス解散[81]。

### 2010年代
- 2010年（平成22年）
  - 2月8日 - 国内で初めてNTTドコモの携帯電話でIBC取材の岩手県内ニュースを24時間閲覧可能な携帯サイト「IBCチャネル」開始。
  - 7月4日 - 地上アナログテレビジョン放送画面を強制レターボックス化（4:3SD画面放送時は左右にも黒帯を付加した額縁画面）。これに伴いIBC自社制作及びJNNネット受け番組テロップは16:9画面対応となり、黒帯部に地上アナログテレビジョン放送終了告知テロップ表示開始。
- 2011年（平成23年）
  - 3月11日 - 東北地方太平洋沖地震（東日本大震災）発生に伴い、テレビ・ラジオ共に特別編成で災害情報を伝える。
  - 3月17日 - 従来からラジオ難聴取地域であり、震災で壊滅的な被害を受けた山田町に臨時FM放送局「IBCやまださいがいエフエム」（周波数76.7 MHz、出力10W）を開局。同町と大槌町の一部を対象に、ラジオ番組の再送信を開始[82]。
  - 5月16日 - 東日本大震災復興支援の一環として、IBCラジオ放送を「radiko」で全国配信開始。
  - 5月28日 - 東日本大震災復興支援緊急企画として、例年クリスマス（12月24日正午 - 翌25日正午）に放送している「ラジソン」を単発特番として28日正午 - 翌29日14時まで26時間生放送。
- 2012年（平成24年）
  - 3月31日 - 震災により延期していた地上アナログテレビジョン放送を終了。
  - 4月2日 - 「radiko」試験配信開始（同年3月31日までの「震災復興支援全国配信」から岩手県内限定配信へ移行）。2014年（平成26年）4月1日からは岩手県内を除く全国にも有料にて配信。
- 2014年（平成26年）3月 - 自社アプリ「IBCつながるアプリ」リリース[83]。
- 2015年（平成27年）3月29日 - やまださいがいエフエムを「IBCラジオ山田FM中継局」として正式な中継局として運用を開始[84]。
- 2016年（平成28年）
  - 2月1日 - テレビの終夜放送を再開。同年5月2日未明まで気象情報によるフィラーを実施。
  - 12月23日 - 盛岡、二戸、大槌にFM補完中継局開局[85][86]。
- 2017年（平成29年）11月25日 - 遠野、室根にFM補完中継局開局[87]。
- 2018年（平成30年）9月30日 - 老朽化により、前沢ラジオ中継局廃止[88]。

### 2020年代
- 2021年（令和3年）
  - 7月 - マスター更新[89]。
- 2022年（令和4年）
  - 11月30日 - 釜石にFM補完中継局開局。
  - 12月23日 - 宮古にFM補完中継局開局。
- 2023年（令和5年）
  - 7月8・9日 - 開局70周年事業で「マチナカフェスタ」を開催[90][91]。
  - 11月1日 - 田野畑にFM補完中継局開局[92]。
- 2024年（令和6年）
  - 2月1日 - この日からAMの田野畑ラジオ中継局を停波。当初は翌2025年の1月31日までだった[92][93]が、その後休止期間を延長。最終的には、廃止に向けて検討している[94]。

## 歴代社長
1. 岩亀精造（1953 - 1961.8）岩手日報社長と兼務[95][96]。
2. 太田俊穂（1961.8 - 1978.6）[97]
3. 高橋双吾（1978.6 - 1980.3）[98][99]
4. 太田俊穂（1980.4 - 1982.6）[100]
5. 河野逸平（1982.6 - 2000）[101]
6. 菊池昭雄（2000 - 2005）[102]
7. 阿部正樹（2005.6 - 2011.6）
8. 鎌田英樹（2011.6 - 2022.6）
9. 眞下卓也（2022.6 - ）

## ラジオ

### 概要
- 岩手県内のJRN・NRNのクロスネットのラジオ局として、TBS・ニッポン放送・文化放送（TQL）の番組を東京からネット。さらに、自社制作番組『朝からRADIO』『ワイドステーション』『大塚富夫のタウン』『IBCラジオ・チャリティー・ミュージックソン』などを放送。そのほか、ラジオ制作会社からの番組も放送。
- かつては、県の面積に対して親局・中継局の出力が比較的弱く、また中継局の整備も進まなかったため、沿岸の町村部や県北地域など難聴地域を多く残す状況となっていた。
- 二戸地域においては難聴取対策として、一部番組をコミュニティ放送局のカシオペアFMを通じて再送信していた。
- 2011年の東日本大震災発生後、山田町に臨時FM局「IBCやまださいがいエフエム」を設置。4年後の2015年3月下旬に通常の中継局に昇格した。
- 2015年7月には岩泉町小本地区などを対象に「IBC岩泉小本FM」中継局を開設するなど、順次FM中継局を設置。
- 東日本大震災復興支援の一環として、県外に避難している岩手・宮城・福島・茨城4県在住者がPCを通して地元（出身地）の情報が得られるよう、2011年5月16日よりIBCを含む岩手・宮城・福島・茨城のAM&FMラジオ放送が「radiko.jp復興支援プロジェクト」で2012年3月末までの期間限定で日本全国に臨時配信されていた。
- 2012年4月2日よりradikoにより、インターネット配信を開始。音声はモノラル放送であったが、2016年12月に「ワイドFM（盛岡FM・二戸FM）」開始に先駆けステレオ化。AMステレオ放送は実施されていない。

#### 時報CM
- 時報は独自に制作したものを流している。短いメロディ（川徳百貨店の開店前に放送される音楽に類似）とともに、水越かおるによる「聞くほどおいしい、IBCラジオ」のナレーションが流れたのち、菊池幸見[注 6] の「○時です」（○は時間）の声が入り、時報音が流れる[注 7]。自社制作でないワイド番組、ナイター中継の最中はナレーションはなく、時報音のみ流れる。毎時59分はステーションブレイクとし、時報の前50秒間は2、3本のスポットCMを流すのが基本（ただし『のりこの週刊おばさん白書』は競馬中継が入る関係上、13:59、14:59、15:59はステブレレスの正時またぎ。さらに『リクエストマンデー』内20:59もステブレレス編成で曲が21時またぎで流れることがある）。

### 放送時間
月曜未明1:00 - 4:00を除く24時間。放送上の1日の基点は5:00だが、日曜日と月曜日は新聞の番組表等では5:00、IBCの公式サイトの番組表や、IBCが発行するタイムテーブルでは4:00となっている（日曜日は局名告知を3:59、月曜日は日曜付放送終了の0:59と、月曜付放送開始時の3:58、その他の曜日は4:59に行う）。
なお、12月25日（ラジソン放送日）が月曜日にあたる場合は放送を休止しない。1月1日（元日）が月曜日となる場合も、2018年までは同様の対応を取ったが、2024年は放送休止時間を設けた。
放送休止時間にはクラシック音楽のフィラーが流れていたが、過去に『おしゃべり技術くん』で「休止中に流されているクラシック音楽が怖い」という意見があったことを踏まえ、2023年8月7日未明（8月6日深夜）からはリスナーから事前にリクエストを募った1時間ほどのプレイリストをリピートして流している。
これを発展する形で、2023年8月28日未明（8月27日深夜） と10月23日未明（10月22日深夜）の番組休止時間帯には、IBCアナウンサー・長谷川拳杜の企画・進行で「番組休止中にリアルタイムでIBC岩手放送を聴取しているリスナーからリクエスト曲を募集して流す」という企画を生放送で行った。楽曲をかけ、流れている最中に寄せられたリスナーからのリクエストをチェックし、レコード室から楽曲を探して楽曲をセットする一通りの流れを長谷川がワンオペで進行する新たな試みであった。2023年8月28日未明（8月27日深夜）放送回は日曜深夜にもかかわらず、リクエストが270件ほど岩手県内外から寄せられ、7割が岩手県外からのリスナーだった。

### 聴取率
岩手県内ラジオ局の中で全放送時間帯トップの聴取率をとっていた時期がある（1999年6月度には、全日全時間帯県内首位、週平均4.1％。「おはよう朝一番!」は個人11.8%、ドライバー・全ラジオで16.7%）。

### ラジオ周波数

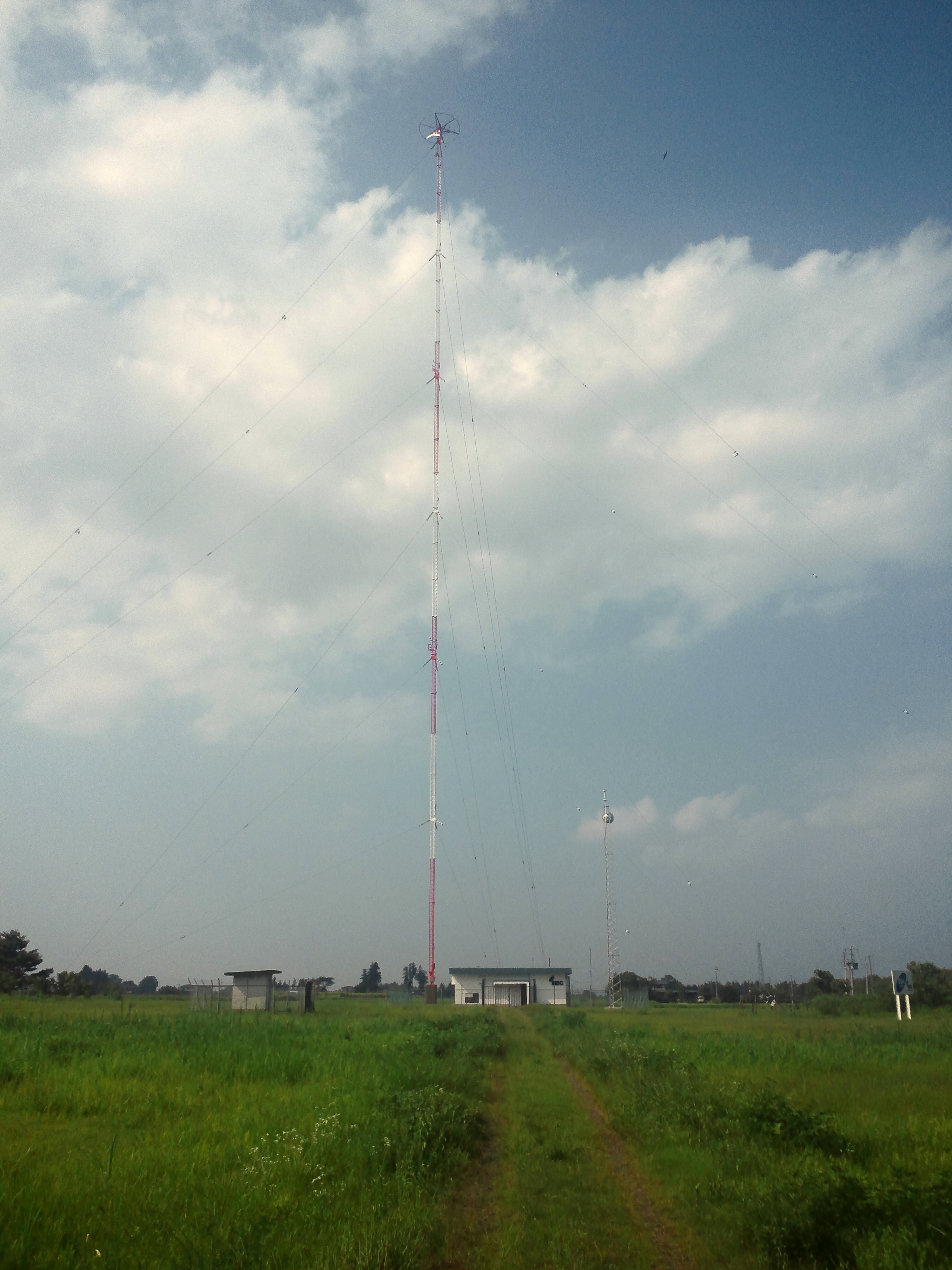
矢巾ラジオ送信所

出典: 
| 放送波 | 分類         | 送信所     | コールサイン | 周波数   | 空中線電力 | 備考                   |
| ------ | ------------ | ---------- | ------------ | -------- | ---------- | ---------------------- |
| AM放送 | 親局         | 盛岡       | JODF         | 684 kHz  | 5 kW       | [ 108 ]                |
| AM放送 | 中継局       | 大船渡     | JOLO（廃止） | 684 kHz  | 1 kW       |                        |
| AM放送 | 中継局       | 久慈       |              | 684 kHz  | 100W       |                        |
| AM放送 | 中継局       | 岩泉       |              | 684 kHz  | 100W       |                        |
| AM放送 | 中継局       | 釜石       | JODM         | 1062 kHz | 100W       |                        |
| AM放送 | 中継局       | 田野畑     |              | 1062 kHz | 300W       | 2024年2月1日運用休止中 |
| AM放送 | 中継局       | 宮古       | JODN         | 1557 kHz | 100W       |                        |
| FM放送 | FM補完中継局 | 盛岡FM     |              | 90.6 MHz | 1 kW       |                        |
| FM放送 | FM補完中継局 | 山田FM     |              | 76.7 MHz | 10W        | モノラル               |
| FM放送 | FM補完中継局 | 岩泉小本FM |              | 80.3 MHz | 20W        | モノラル               |
| FM放送 | FM補完中継局 | 一関FM     |              | 85.5 MHz | 10W        | [ 112 ]                |
| FM放送 | FM補完中継局 | 二戸FM     |              | 80.5 MHz | 100W       |                        |
| FM放送 | FM補完中継局 | 大槌FM     |              | 80.5 MHz | 20W        | モノラル               |
| FM放送 | FM補完中継局 | 遠野FM     |              | 87.8 MHz | 20W        |                        |
| FM放送 | FM補完中継局 | 室根FM     |              | 86.4 MHz | 10W        |                        |
| FM放送 | FM補完中継局 | 釜石FM     |              | 88.5 MHz | 100W       |                        |
| FM放送 | FM補完中継局 | 宮古FM     |              | 87.2 MHz | 100W       |                        |
| FM放送 | FM補完中継局 | 田野畑FM   |              | 81.5 MHz | 20W        |                        |

過去に運用していた中継局
| AM放送 | 中継局 | 前沢 | JODL | 1062 kHz | 100W | 2018年9月30日廃止 |

#### 備考
岩手県は県土の多くが山岳地帯で、先述の通り親局・中継局の出力が弱いことから、主に沿岸部で難聴地域が多い。
総務省が「AMラジオ放送を補完するFM中継局に関する制度整備の基本的方針」を公表した2014年以降、全国的にFM補完中継局が開局されており、2015年の山田FM中継局開局以降、難聴地域へのFM中継局開局を行っている。
IBCのホームページでは、90MHz以上の周波数で送信している盛岡FM中継局を「ワイドFM」、89.9MHz以下の周波数で送信している他のFM中継局を「FM補完局」として使い分けを行っている。
釜石放送局の送信アンテナは元々漁業無線局だったため、日本国内の放送局としては珍しいT型を使用していたが、新しいラジオ送信所が日本製鐵・釜石製鐵所の敷地内に完成したため、旧送信所は2006年6月末にその役割を終えた。

#### コミュニティFM局への再送信
2006年1月23日より、二戸地域難聴取対策として一部番組がカシオペアFMを通じて再送信されている。ただし、番組内に内包されているJRN及びNRNのライン・テープネット番組は著作権法・放送法の規定上再送信ができず、それらが入る時間帯はフィラー音楽を流している。なお、IBCが二戸地区にFM中継局を設置してからはカシオペアFMで再送信される番組は夕方の1番組のみとなり、現在は「朝からRADIO」の6時台のみである。

#### radiko
東日本大震災復興支援の一環として2011年5月16日より岩手県でもIBCラジオとエフエム岩手のradiko試験配信開始。2012年3月31日まで全国配信されていた。IBCラジオは2012年4月2日より岩手県内限定でradiko配信再開。2014年4月1日より有料プレミアムサービスとして岩手県外にも全国配信されている。なお、エフエム岩手は復興支援のradiko配信終了後はLISMO WAVEやドコデモFMによるネット配信を継続し、radikoによる配信は2015年9月30日に再開している。

#### FM補完中継局の親局化構想
IBCが加盟する日本民間放送連盟では、FM補完中継局制度を見直す方針を2019年に公表。連盟に参加するAM放送事業者（民放AM局）が2028年までにAM放送免許の更新時期を迎えることを踏まえて、民放AM局独自の経営判断によってAM放送からFM放送への転換（またはAM・FM放送の併用）が可能になるような制度の整備を求める要望書を、総務省が設置する「放送事業の基盤強化に関する検討分科会」に提出した。総務省も2020年10月に『民間ラジオ放送事業者のAM放送のFM放送への転換等に関する「実証実験」の考え方』を公表したことから、民放AM47局で組織する「ワイドFM（FM補完放送）対応端末普及を目指す連絡会」では、44局が2028年秋までにFM局への転換を目指していることを2021年6月15日に発表した。この発表の時点では、AM局からFM局への転換（従来のFM補完中継局の親局化）において「従来のAM放送を停波する」というパターンや「従来のAM放送を補完的に活用する（FM・AM併用）」というパターンが想定されているが、IBCは「影響を慎重に判断してFM転換を進めていく。現時点では2028年以降も矢巾町のAM局を補完局として当面の間放送を継続する方針」を示している。

### 現在放送中の番組
2025年4月時点。
自社制作番組は太字。
『ラジソン』（12月24日正午 - 25日正午）及び、箱根駅伝実況中継（1月2日・3日両日の8:30 - 14:00）他、特別番組を放送する場合は、それぞれ該当時間と重複する番組は休止又は時間移動する場合がある。

#### 随時放送
- 岩手日報IBCニュース
- 交通情報
  - 各ワイド番組内で放送。

#### 平日
| 時 | 月曜日                                                                             | 火曜日                                                                             | 水曜日                                                                             | 木曜日                                                                             | 金曜日                                                                             |
| --- | ---------------------------------------------------------------------------------- | ---------------------------------------------------------------------------------- | ---------------------------------------------------------------------------------- | ---------------------------------------------------------------------------------- | ---------------------------------------------------------------------------------- |
| 5 | 5:00 Buy Now                                                                       | 5:00 Buy Now                                                                       | 5:00 Buy Now                                                                       | 5:00 Buy Now                                                                       | 5:00 Buy Now                                                                       |
| 5 | 5:15 世の光                                                                        |                                                                                    |                                                                                    |                                                                                    |                                                                                    |
| 5 | 5:20 心のともしび                                                                  |                                                                                    |                                                                                    |                                                                                    |                                                                                    |
| 5 | 5:25 ハミングカフェ                                                                | 5:25 ハミングカフェ                                                                | 5:25 ハミングカフェ                                                                | 5:25 ハミングカフェ                                                                | 5:25 番組審議会だより                                                              |
| 5 | 5:30 Brand-New Morning（TBSラジオ）                                                |                                                                                    |                                                                                    |                                                                                    |                                                                                    |
| 6 |                                                                                    |                                                                                    |                                                                                    |                                                                                    |                                                                                    |
| 6:30 朝からRADIO ▽7:10 お早う!ニュースネットワーク（ニッポン放送） ▽8:00 話題のアンテナ 日本全国8時です（TBSラジオ） ▽8:20 羽田美智子のいってらっしゃい（ニッポン放送） ▽8:25 武田鉄矢・今朝の三枚おろし（文化放送） ▽10:05 開運!盛岡駅前探偵団（月・水・金） |                                                                                    |                                                                                    |                                                                                    |                                                                                    |                                                                                    |
| 7 |                                                                                    |                                                                                    |                                                                                    |                                                                                    |                                                                                    |
| 8 |                                                                                    |                                                                                    |                                                                                    |                                                                                    |                                                                                    |
| 9 |                                                                                    |                                                                                    |                                                                                    |                                                                                    |                                                                                    |
| 10 |                                                                                    |                                                                                    |                                                                                    |                                                                                    |                                                                                    |
| 11 | 11:00 岩手日報IBCニュース                                                          | 11:00 岩手日報IBCニュース                                                          | 11:00 岩手日報IBCニュース                                                          | 11:00 岩手日報IBCニュース                                                          | 11:00 岩手日報IBCニュース                                                          |
| 11 | 11:05 テレフォン人生相談（ニッポン放送）                                           |                                                                                    |                                                                                    |                                                                                    |                                                                                    |
| 11 | 11:25 レディス・ハンドブック（綜合放送）                                           |                                                                                    |                                                                                    |                                                                                    |                                                                                    |
| 11 | 11:40 夏井いつきの一句一遊（南海放送）                                             |                                                                                    |                                                                                    |                                                                                    |                                                                                    |
| 11 | 11:50 荻原次晴のニッポン応援団（かしわプロダクション）                             |                                                                                    |                                                                                    |                                                                                    |                                                                                    |
| 12 | 12:00 岩手日報IBCニュース                                                          | 12:00 岩手日報IBCニュース                                                          | 12:00 岩手日報IBCニュース                                                          | 12:00 岩手日報IBCニュース                                                          | 12:00 岩手日報IBCニュース                                                          |
| 12 | 12:10 大竹発見伝～ザ・ゴールデンヒストリー～（文化放送）                           |                                                                                    |                                                                                    |                                                                                    |                                                                                    |
| 12 | 12:20 元気スイッチ                                                                 | 12:20 わくわくお届け便                                                             | 12:20 旬!SHUN!ピックアップ                                                         | 12:20 わくわくお届け便                                                             | 12:20 ハミングカフェ                                                               |
| 12 | 12:20 元気スイッチ                                                                 | 12:20 わくわくお届け便                                                             | 12:20 旬!SHUN!ピックアップ                                                         | 12:20 わくわくお届け便                                                             | 12:25 朗読のヒロバ（TBSラジオ）                                                    |
| 12 | 12:35 河村通夫の大自然まるかじりライフ（マール）                                   |                                                                                    |                                                                                    |                                                                                    |                                                                                    |
| 12 | 12:45 ラジオ文庫                                                                   | 12:45 石川啄木うたごよみ                                                           | 12:45 A LA LA”絵美夏のララムジカ                                                   | 12:45 おしゃべり技術くん                                                           | 12:45 岩手県民共済ハートフルライフ ～いわて、お話しカフェ～                        |
| 13 | 13:00 ワイドステーション ▽14:40 （水）岩手・大分ホットライン（大分放送と共同制作） | 13:00 ワイドステーション ▽14:40 （水）岩手・大分ホットライン（大分放送と共同制作） | 13:00 ワイドステーション ▽14:40 （水）岩手・大分ホットライン（大分放送と共同制作） | 13:00 ワイドステーション ▽14:40 （水）岩手・大分ホットライン（大分放送と共同制作） | 13:00 ワイドステーション ▽14:40 （水）岩手・大分ホットライン（大分放送と共同制作） |
| 14 | 13:00 ワイドステーション ▽14:40 （水）岩手・大分ホットライン（大分放送と共同制作） | 13:00 ワイドステーション ▽14:40 （水）岩手・大分ホットライン（大分放送と共同制作） | 13:00 ワイドステーション ▽14:40 （水）岩手・大分ホットライン（大分放送と共同制作） | 13:00 ワイドステーション ▽14:40 （水）岩手・大分ホットライン（大分放送と共同制作） | 13:00 ワイドステーション ▽14:40 （水）岩手・大分ホットライン（大分放送と共同制作） |
| 15 | 13:00 ワイドステーション ▽14:40 （水）岩手・大分ホットライン（大分放送と共同制作） | 13:00 ワイドステーション ▽14:40 （水）岩手・大分ホットライン（大分放送と共同制作） | 13:00 ワイドステーション ▽14:40 （水）岩手・大分ホットライン（大分放送と共同制作） | 13:00 ワイドステーション ▽14:40 （水）岩手・大分ホットライン（大分放送と共同制作） | 13:00 ワイドステーション ▽14:40 （水）岩手・大分ホットライン（大分放送と共同制作） |
| 16 | 13:00 ワイドステーション ▽14:40 （水）岩手・大分ホットライン（大分放送と共同制作） | 13:00 ワイドステーション ▽14:40 （水）岩手・大分ホットライン（大分放送と共同制作） | 13:00 ワイドステーション ▽14:40 （水）岩手・大分ホットライン（大分放送と共同制作） | 13:00 ワイドステーション ▽14:40 （水）岩手・大分ホットライン（大分放送と共同制作） | 13:00 ワイドステーション ▽14:40 （水）岩手・大分ホットライン（大分放送と共同制作） |
| 16:30 おしゃべり技術くん（再放送） | 16:30 ラジオ文庫（再放送）                                                         | 16:30 石川啄木うたごよみ（再放送）                                                 | 16:30 音楽のハコ                                                                   | 16:30 T-MIG presents 二宮真佑子のラジオドライブ                                    |                                                                                    |
| 16:45 ハミングカフェ |                                                                                    |                                                                                    | 16:30 音楽のハコ                                                                   | 16:30 T-MIG presents 二宮真佑子のラジオドライブ                                    |                                                                                    |
| 16:50 あなたにハッピー・メロディ（ニッポン放送） |                                                                                    |                                                                                    |                                                                                    |                                                                                    |                                                                                    |
| 17 | 17:00 ニュース・パレード（文化放送）                                               | 17:00 ニュース・パレード（文化放送）                                               | 17:00 ニュース・パレード（文化放送）                                               | 17:00 ニュース・パレード（文化放送）                                               | 17:00 ニュース・パレード（文化放送）                                               |
| 17 | 17:15 うまいもの見っけ（かしわプロダクション）                                     |                                                                                    |                                                                                    |                                                                                    |                                                                                    |
| 17 | 17:25 交通情報&天気                                                                |                                                                                    |                                                                                    |                                                                                    |                                                                                    |
| 17 | 17:30 ネットワークトゥデイ（TBSラジオ）                                            |                                                                                    |                                                                                    |                                                                                    |                                                                                    |
| 17 | 17:45 晋照☆法玲のわくわくラジオ                                                    | 17:45 おかえり♪SONGs                                                               | 17:45 新米ママの井戸端会議                                                         | 17:45 口福な時間                                                                   | 17:45 忠犬立ハチ高のレディ高                                                       |
| 18 | 18:00 岩手日報IBCニュース・交通情報                                                | 18:00 岩手日報IBCニュース・交通情報                                                | 18:00 岩手日報IBCニュース・交通情報                                                | 18:00 岩手日報IBCニュース・交通情報                                                | 18:00 岩手日報IBCニュース・交通情報                                                |
| 18 | 18:15 よこっちピーマンのZ世代ラジオ塾                                              | 18:15 甘党男子☆神久保翔也の御菓子倶楽部                                            | 18:15 IBCラジオ ゴールデンナイター                                                 | 18:15 IBCラジオ ゴールデンナイター                                                 | 18:15 IBCラジオ ゴールデンナイター                                                 |
| 18 | 18:15 よこっちピーマンのZ世代ラジオ塾                                              | 18:45 J-POPパラダイス90's                                                          | 18:15 IBCラジオ ゴールデンナイター                                                 | 18:15 IBCラジオ ゴールデンナイター                                                 | 18:15 IBCラジオ ゴールデンナイター                                                 |
| 19 | 19:00 歌って!笑って!!民謡まわり舞台                                                | 19:00 荻上チキ・Session （TBSラジオ）                                              | 18:15 IBCラジオ ゴールデンナイター                                                 | 18:15 IBCラジオ ゴールデンナイター                                                 | 18:15 IBCラジオ ゴールデンナイター                                                 |
| 20 | 20:00 リクエストマンデー                                                           | 20:00 アフター6ジャンクション2（TBSラジオ）                                        | 18:15 IBCラジオ ゴールデンナイター                                                 | 18:15 IBCラジオ ゴールデンナイター                                                 | 18:15 IBCラジオ ゴールデンナイター                                                 |
| 21 | 20:00 リクエストマンデー                                                           | 21:00 晋照☆法玲のわくわくラジオ（再放送）                                          | 21:00 ミュージックブルペン                                                         | 21:00 ミュージックブルペン                                                         | 21:00 ミュージックブルペン                                                         |
| 21 | 20:00 リクエストマンデー                                                           | 21:30 プチ鹿島のラジオ19XX（山梨放送）                                             | 21:00 ミュージックブルペン                                                         | 21:00 ミュージックブルペン                                                         | 21:00 ミュージックブルペン                                                         |
| 22 | 22:00 オールナイトニッポン MUSIC10（ニッポン放送）                                 | 22:00 オールナイトニッポン MUSIC10（ニッポン放送）                                 | 22:00 オールナイトニッポン MUSIC10（ニッポン放送）                                 | 22:00 オールナイトニッポン MUSIC10（ニッポン放送）                                 | 22:00 オールナイトニッポンGOLD （ニッポン放送）                                    |
| 23 | 22:00 オールナイトニッポン MUSIC10（ニッポン放送）                                 | 22:00 オールナイトニッポン MUSIC10（ニッポン放送）                                 | 22:00 オールナイトニッポン MUSIC10（ニッポン放送）                                 | 22:00 オールナイトニッポン MUSIC10（ニッポン放送）                                 | 22:00 オールナイトニッポンGOLD （ニッポン放送）                                    |
| 0 | 0:00 レコメン!（文化放送）                                                         | 0:00 レコメン!（文化放送）                                                         | 0:00 レコメン!（文化放送）                                                         | 0:00 レコメン!（文化放送）                                                         | 0:00 嵐・相葉雅紀のレコメン!アラシリミックス （文化放送）                          |
| 1 | 1:00 山田裕貴の オールナイトニッポン （ニッポン放送）                              | 1:00 星野源の オールナイトニッポン （ニッポン放送）                                | 1:00 乃木坂46の オールナイトニッポン （ニッポン放送）                              | 1:00 ナインティナインの オールナイトニッポン （ニッポン放送）                      | 1:00 霜降り明星の オールナイトニッポン （ニッポン放送）                            |
| 2 | 1:00 山田裕貴の オールナイトニッポン （ニッポン放送）                              | 1:00 星野源の オールナイトニッポン （ニッポン放送）                                | 1:00 乃木坂46の オールナイトニッポン （ニッポン放送）                              | 1:00 ナインティナインの オールナイトニッポン （ニッポン放送）                      | 1:00 霜降り明星の オールナイトニッポン （ニッポン放送）                            |
| 3 | 3:00 キタニタツヤの オールナイトニッポン0(ZERO) （ニッポン放送）                   | 3:00 あのの オールナイトニッポン0(ZERO) （ニッポン放送）                           | 3:00 佐久間宣行の オールナイトニッポン0(ZERO) （ニッポン放送）                     | 3:00 マヂカルラブリーの オールナイトニッポン0(ZERO) （ニッポン放送）               | 3:00 三四郎の オールナイトニッポン0(ZERO) （ニッポン放送）                         |
| 4 | 3:00 キタニタツヤの オールナイトニッポン0(ZERO) （ニッポン放送）                   | 3:00 あのの オールナイトニッポン0(ZERO) （ニッポン放送）                           | 3:00 佐久間宣行の オールナイトニッポン0(ZERO) （ニッポン放送）                     | 3:00 マヂカルラブリーの オールナイトニッポン0(ZERO) （ニッポン放送）               | 3:00 三四郎の オールナイトニッポン0(ZERO) （ニッポン放送）                         |
| 4:30 上柳昌彦 あさぼらけ（ニッポン放送） |                                                                                    |                                                                                    |                                                                                    |                                                                                    | 3:00 三四郎の オールナイトニッポン0(ZERO) （ニッポン放送）                         |

#### 週末
| 時                                             | 土曜日 | 日曜日                                             |
| ---------------------------------------------- | --- | -------------------------------------------------- |
| 5                                              | 5:00 通販ラジオ生活便 | 5:00 松原健之・Bitter&Sweetの音茶メロらじお        |
| 5                                              | 5:15 世の光 | 5:00 松原健之・Bitter&Sweetの音茶メロらじお        |
| 5                                              | 5:20 心のともしび | 5:00 松原健之・Bitter&Sweetの音茶メロらじお        |
| 5                                              | 5:25 イマドキショッピング! | 5:00 松原健之・Bitter&Sweetの音茶メロらじお        |
| 5                                              | 5:30 はやしべさとし～叙情歌を道連れに～                                                                                          |                                                    |
| 5                                              | 5:40 1万年堂出版の時間 |                                                    |
| 5                                              | 5:45 毎日元気!毎日笑顔!の『健康劇場』。                                                                                          |                                                    |
| 5                                              | 5:55 農作業メモ |                                                    |
| 6                                              | 6:00 水森かおりの歌謡紀行（ラジオ大阪）                                                                                          | 6:00 健康とっておき!                               |
| 6                                              | 6:15 元気スイッチ | 6:15 おはよう!ニッポン全国消防団（ニッポン放送）   |
| 6                                              | 6:15 元気スイッチ | 6:25 農作業メモ                                    |
| 6                                              | 6:30 わくわくお届け便 | 6:30 まいどあり〜。                                |
| 6                                              | 6:45 いわての山 トレッキングガイド                                                                                               | 6:45 福田こうへいのゆっくり行ぐべぇ〜              |
| 7                                              | 7:00 岩手日報IBCニュース | 7:00 今旬!いいもの百貨店                           |
| 7                                              | 7:10 納得!お得ラジオショッピング （第3週）気になる土曜日                                                                         | 7:00 今旬!いいもの百貨店                           |
| 7                                              | 7:15 健康イキイキ! |                                                    |
| 7                                              | 7:25 三浦わたると歌仲間 |                                                    |
| 7                                              | 7:30 健康で長生きするために |                                                    |
| 7                                              | 7:35 井丸の「まるっと!」トーク&サウンド                                                                                          |                                                    |
| 7                                              | 7:40 ハミングカフェ |                                                    |
| 7                                              | 7:45 耳より健康便り | 7:45 旬!SHUN!ピックアップ                          |
| 8                                              | 8:00 話題のアンテナ 日本全国8時です（TBSラジオ）                                                                                 | 8:00 ONE-J（TBSラジオ）                            |
| 8                                              | 8:15 まいどあり～ | 8:00 ONE-J（TBSラジオ）                            |
| 8                                              | 8:30 水越かおるのすっぴん土曜日 ▽11:00 岩手日報IBCニュース ▽11:05 テレフォン人生相談（ニッポン放送） ▽11:25 旬!SHUN!ピックアップ | 8:00 ONE-J（TBSラジオ）                            |
| 9                                              | | 8:00 ONE-J（TBSラジオ）                            |
| 10                                             | 10:00 三宅裕司のサンデーヒットパラダイス（ニッポン放送）                                                                         |                                                    |
| 11                                             | 11:00 岩手日報IBCニュース | 11:00 岩手日報IBCニュース                          |
| 11                                             | 11:05 今旬!プレミアム |                                                    |
| 12                                             | 12:00 録音風物誌（火曜会） |                                                    |
| 12                                             | 12:10 週刊 なるほど!ニッポン（ニッポン放送）                                                                                     |                                                    |
| 12                                             | 12:20 Nisshoプレゼンツ 渡部絵美の住まいるハウス（TBSラジオ）                                                                     |                                                    |
| 12                                             | 12:50 岩手日報IBCニュース |                                                    |
| 13                                             | 13:00 神山浩樹ののびのびサタデー                                                                                                 | 13:00 のりこの週刊おばさん白書                     |
| 14                                             | 13:00 神山浩樹ののびのびサタデー                                                                                                 | 13:00 のりこの週刊おばさん白書                     |
| 15                                             | 15:00 大塚富夫のタウン | 13:00 のりこの週刊おばさん白書                     |
| 16                                             | 15:00 大塚富夫のタウン | 13:00 のりこの週刊おばさん白書                     |
| 16:30 伊奈かっぺい・ことわざのわざ（青森放送） | 15:00 大塚富夫のタウン |                                                    |
| 17                                             | 17:00 明日への扉〜いのちのラジオ〜 ～未来へ向かって～栄光のレジェンド（ラジオ関西）                                              | 17:00 IBCラジオ実況中継 岩手競馬クロス（X）        |
| 17                                             | 17:30 医学プロムナード | 17:00 IBCラジオ実況中継 岩手競馬クロス（X）        |
| 17                                             | 17:45 ウィークエンドネットワーク（TBSラジオ）                                                                                    | 17:00 IBCラジオ実況中継 岩手競馬クロス（X）        |
| 17                                             | 17:50 気象と防災 ラジオメモ | 17:00 IBCラジオ実況中継 岩手競馬クロス（X）        |
| 17                                             | 17:55 岩手日報IBCニュース | 17:00 IBCラジオ実況中継 岩手競馬クロス（X）        |
| 18                                             | 18:00 藤田恵美のかみつれ雑貨店（マール）                                                                                         | 17:00 IBCラジオ実況中継 岩手競馬クロス（X）        |
| 18                                             | 18:00 藤田恵美のかみつれ雑貨店（マール）                                                                                         | 18:25 岩手日報IBCニュース                          |
| 18                                             | 18:30 ukkaり娘の浮かれでぃお（かしわプロダクション）                                                                             | 18:30 亀渕昭信のお宝POPS（火曜会）                 |
| 19                                             | 19:00 ラジオで、キミと大好きなアニメやまんがについて語ってみた。                                                                 | 19:00 松山千春 ON THE RADIO（NACK5）               |
| 19                                             | 19:30 六華亭遊花のラジオ魅知国寄席（東北放送）                                                                                   | 19:00 松山千春 ON THE RADIO（NACK5）               |
| 20                                             | 20:00 問わず語りの神田伯山（TBSラジオ）                                                                                          | 20:00 グレープのもう魔酔わない（東海ラジオ放送）   |
| 20                                             | 20:30 東京ポッド許可局（TBSラジオ）                                                                                              | 20:00 グレープのもう魔酔わない（東海ラジオ放送）   |
| 21                                             | 21:00 宮川賢のまつぼっくり王国（東北放送）                                                                                       |                                                    |
| 21                                             | 21:30 空気階段の踊り場（TBSラジオ）                                                                                              | 21:30 志の輔&雷鳥のなんでか?ニッポン（北日本放送） |
| 22                                             | 21:30 空気階段の踊り場（TBSラジオ）                                                                                              | 22:00 八神純子 Music Town（かしわプロダクション）  |
| 22                                             | 22:30 ハライチのターン!（TBSラジオ）                                                                                             | 22:30 諏訪道彦のスワラジS（栃木放送）              |
| 23                                             | 22:30 ハライチのターン!（TBSラジオ）                                                                                             | 23:00 昭和歌謡セレクション（ラジオNIKKEI）         |
| 23                                             | 23:30 SixTONESのオールナイトニッポンサタデースペシャル（ニッポン放送）                                                           | 23:30 音楽☆とらのアナ（火曜会）                    |
| 0                                              | 23:30 SixTONESのオールナイトニッポンサタデースペシャル（ニッポン放送）                                                           | （0:00 - 4:00 放送休止）                           |
| 1                                              | 1:00 オードリーのオールナイトニッポン（ニッポン放送）                                                                            | （0:00 - 4:00 放送休止）                           |
| 2                                              | 1:00 オードリーのオールナイトニッポン（ニッポン放送）                                                                            | （0:00 - 4:00 放送休止）                           |
| 3                                              | 3:00 オールナイトニッポン0(ZERO)（ニッポン放送）                                                                                 | （0:00 - 4:00 放送休止）                           |
| 4                                              | 4:00 Music Palette♪（TBSラジオ）                                                                                                 | 4:00 にゅーとぴ♪（TBSラジオ）                      |

#### 特別番組
- IBCラジオ ゴールデンナイター（ナイターシーズン放送。水 - 金 18:15 - 最大延長22:00。早終了時は「ミュージックブルペン」を放送[注 20]）
- 箱根駅伝実況中継（文化放送より毎年1月2日・3日にネット）
- 天皇盃 全国男子駅伝実況中継（中国放送より毎年1月第3日曜 12:15にネット）
- IBCラジオ・チャリティー・ミュージックソン（ニッポン放送『ラジオ・チャリティー・ミュージックソン』の企画ネット番組。通称『ラジソン』。1978年に始まり、毎年12月24日正午から翌25日正午まで24時間生放送）
- ストップ・ザ・交通事故（毎年9月放送。岩手県警察制作協力、エフエム岩手・NHK盛岡との共同制作）

### 東日本大震災（東北地方太平洋沖地震）によるラジオ番組編成
地震発生時はワイドステーションの放送中（厳密にはワイドステーションのCM中）だったため、そのまま報道特番に移った。番組を担当中だった神山浩樹、風見好栄の両アナによる緊急アナウンスが数分続けられた後、報道部内のスタジオへと放送が切り替わり、以後照井健アナと第2スタジオから移動した風見アナが中心となって情報を発信した。神山アナ（防災士の資格を持っている）は直後に局を離れ、津波により甚大な被害を被った沿岸部へ渡り、その晩から現地の情報を伝え続けた。JRNの報道特番を一旦挟んだ後、加藤久智、瀬谷佳子の両アナによる第二スタジオからの放送となり、以降は全アナウンサーが入れ替わりでスタジオに入り（途中からフリーアナウンサー・後藤のりこが加わる）、JRNの報道特番を除く全時間帯で毎正時ごとに岩手日報IBCニュースを挿入しながら被害状況、安否情報を放送し続けた。各地の被害状況は神山や684レポーターが被災地に赴いて伝えられたほか、東部支社長で地震発生時は宮古市に滞在していた江幡平三郎、県南支社長で一関市に滞在していた田中康男（以上2名は元アナウンサー、江幡は後にアナウンサー職に復帰）も盛岡本局に入って現地の状況を伝え、通信網や交通が遮断されていた場所に関しては、その地から盛岡市に避難していた一般市民をスタジオに迎えて状況を伝える形がとられた。この編成は3月16日早朝まで続けられた。また、通常編成に戻ってからも、ローカル枠はすべて番組名はそのままだが、ネット番組を除き内容のほとんどを安否情報や生活情報に割いた。3月21日からは特別番組『震災情報いわて〜ふるさとは負けない〜』を編成し、10:00 - 11:00（テレビとのサイマル放送。ラジオは『朝からRADIO』内の枠を転用）と20:00 - 22:00（『Kakiiin』『ラジオアミューズメントパーク』は放送休止、25日は『Feat.i』を1時間短縮）に集中的に安否情報・生活情報を放送した。夜の枠における放送は25日で終了したが、朝はその後も時間短縮を経ながら6月30日まで（平日のみ）放送が続けられた。また、安否情報を送るメールアドレスはワイドステーションのものが使われている。

### 終了した自社制作番組
平日朝
- ザ・モーニング
- おはよう朝一番（月 - 金 6:30 - 10:00 2004年3月終了）
- ラジオさんさんまる（2004年3月29日 - 2006年3月31日）
- おはようミセス

平日昼
- エンドーミュージックショーウィンドー（東北放送で放送されたものとは別内容）
- にっぽんのうた（月 - 金 12:10 - 12:15）

平日午後
- タウンレーダーいわて
- ワイドワイドジャーナル
- ワイド145

平日夕方
- イヴニングナビゲーション
- ゲツキンライブ1745（2020年3月30日 - 2022年3月25日）

平日夜
- ハッピー・ファミリー
- 爆発ワイドラジオ新鮮組
- マカタトSTUDIO 3600（ナイターオフ期の火 - 金 20:00 - 21:00）

金曜日
- シャッフルビートF（1998年4月 - 2003年3月）
- 星子のスターダストメモリー（2007年4月 - 2008年3月）
- ツイテル!? （金 21:00 - 23:00、2012年9月28日終了）
- 松原友希のアフタースクールらじお（金 21:00 - 23:00、2016年4月1日 - 2023年3月31日）

土曜日
- ザ・モーニング 土曜ミセス
- 土曜かわら版→はるか・かなたの土曜かわら版
- 大塚富夫のワンダーランド
- 送る その時に〜葬祭の心得（土 16:05 - 16:20、2005年5月14日終了）
- サタデーおじゃま商店（2008年4月5日 - 2009年3月28日）
- こちら志家町6-1
- 川島有貴のRock This Town（土 19:00 - 19:30、2021年3月27日終了）
- 菊池幸見のグーテンモルゲン（土 1997年3月終了）
- 乙女の相談室（土 23:00 - 23:30、2009年9月26日終了）

日曜日
- あなたと私の健康手帳（日 6:30 - 6:45）
- 体験手記「出会い〜私の場合」（日 8:05 - 8:15、2005年6月26日終了）
- あんべ光俊 ～人の森を旅する道～（日 8:40 - 9:00、2021年3月28日終了）[注 21]
- 秋本清・絢子「ふたりの時間」（日 9:50 - 10:00、2005年12月24日終了、現在は単発特番扱い）
- IBCラジオスペシャル（日 11:00 - 12:00、ただし、単発枠自体は同時刻で放送される場合が多い）
- 音楽番付 ザ・ランキング（日 13:00 - 15:30、1999年4月 - 2000年3月）
- POP IN いわて→P・O・P・N Radio Station
- 幸見の週刊おじさん白書
- IBC TOP40（1974年4月 - 1999年3月）
- 紅音の「和んでくなんせ!」（日 21:30 - 22:00、2007年11月4日 - 2008年3月30日）
- サンデーあのまちこのまち
- IBCミステリー劇場（日 23:30 - 24:00、2021年1月 - 2023年3月）

その他
- サウンドパズル（1955年）[118]
- IBCミュージックランキング "ビバラジ"
- IBCラジオジャーナル
- 朝の散歩道
- 絢子とゆかいな仲間達
- あんべ光俊ギルド・ハウス
- 井元正浩の人生これからだ（秋田放送にもネット）
- いわちく 小さな森の音楽会
- いわちく そよ風のハミング
- 岩手・秋田のおとなりさんここだけの話（『ワイドステーション』内で木曜13:40より、秋田放送との共同制作で放送）
- 岩手トヨペットプレゼンツ「こころは五つ星」
- インディーナイト（月・水・金のみ放送）
- 歌の泉
- AsR R*adio Revolution
- LP黄金時代（2005年3月31日終了）
- 土曜スペシャル
- おしゃれコレクション2006（日 22:30 - 23:00、2006年7月9日 - 10月1日）
- お日様ラジオ 千帆子もかてて（日 12:30 - 14:30、2000年4月 - 2001年3月）
- お昼のいこい
- 回想 私の歩んだ道
- カオス!タレコミ事務所（日 23:20 - 23:30、2006年10月8日 - 2007年4月1日）
- 金澤未咲・七瀬龍一のラブライダル（火 18:10 - 18:30）
- 神山浩樹のサタデーホットウェーブ
- カワトクファミリーミュージック
- 今日の競馬 あすの競馬
- KEYstoneのガチャトーク!（日 12:30 - 12:45、2010年4月4日終了）
- グッドタイムミュージック
- グローバルネットワーク 松本美貴のイーハトーヴ通信
- 競馬ステーション
- ＃げんまか?いまいか?…!（土 18:30 - 19:00、2021年3月27日終了）
- COKE TEEN'S CLUB 音な気取りなSchool Day's
- 高校生童話大賞（土 14:30 - 、「大塚富夫のタウン」に内含）
- コスモパルタン
- こんにちワイド・発射中
- 30ミニッツ
- サスケの反則スレスレ
- JAとれたて産直レポ
- 志らくと歌と30分（志らくの歌の花道の前身番組）
- 志らくの歌の花道（岩手県以外の一部地域にもネット）
- 青春グラフィティ
- 高橋研の星空へかけあがれ
- 田中康男のどーんと土曜日
- でんでんリクリク大放送
- トゥモロウ
- Do!ラジオ青春大通り
- 時計仕掛けの音楽堂（日 22:30 - 23:00、2006年7月2日終了）
- ドラッグトマトのヘルス&ビューティー
- どんと来い ENKA!
- 中三 風のグラフィティ
- 日報中学生力だめし（岩手日報夕刊との連動企画として制作されていた）
- ネッツトヨタ岩手プレゼンツ「この人 この本」（日 9:00 - 9:10）
- 農業最前線
- ハッピートークさわやか新婚さん
- ハッピーシニアエイジ
- 発明大学 ちえもん（日 18:10 - 18:25、2006年1月15日 - 10月1日）
- パラダイス学園〜思春期暴走中!（日 21:50 - 22:00、2006年3月5日 - 3月26日）
- パルジョイスタジオふれあい土曜日→パルジョイスタジオTOKIMEKIらんど→ウィークエンドパル コスモパルタン
（土 15:30 - 16:30〔一時期土 14:30 - 15:30、日 13:00 - 14:00の時期もあり〕1981年12月 - 2003年3月）
北上市の江釣子ショッピングセンター パル「JOY STUDIO」からの公開生放送。
- パンvsごはん（ほっかほっか亭とシライシパンがスポンサーだった）
- Feat.i
- Beat Jam（日 22:30 - 23:10、2005年4月3日 - 10月2日）
- ピッカピカラジオギャル（IBCの女子アナが日替わりで担当していた）
- 昼のリクエスト→いい日 昼どき（月 - 金、2004年3月26日終了）
- ブリージーカフェ
- 方言詩の世界（土 16:05 - 16:20、2009年3月28日終了）
- マックスフライデー
- もういちど子守唄（日 7:25 - 7:30、2005年9月25日終了）
- 屋根の上のギター弾き（日 23:30 - 24:00、2005年7月3日 - 12月25日）
- 有美とリフレッシュタイム
- 洋楽黄金時代〜オヤジの洋楽（1999年11月 - 2009年9月27日）
- ラジオザウルス（1992年4月6日 - 1994年3月28日）
- ラジオ1200
- ラジオ週間番組表"ふれあいの泉"
- ラジオ広場（土 22:00 - 23:00 IBCのラジオドキュメンタリー・2005年10月1日終了）
- ラジスポ（2009年3月27日終了）
- ラジオ川柳いわて
- Rumble Wave（2003年4月 - 2007年3月）
- ロシアン白書（土 16:05 - 16:20、2005年6月4日 - 10月2日）
- 我が町バンザイ（「ラジオ新鮮組」に内包。現在IBCテレビで放送中の「わが町バンザイ」とは無関係）
- ワンダーランド
- ワンマンジョッキー（カトーの歌謡90、テルイのポピュラー90、ミユキの演歌90）
- ゆかり セレクト なう!!
- IBC安否情報（東日本大震災｛東北地方太平洋沖地震｝の情報を伝える放送、2011年3月11日の地震発生後から）
IBCテレビと同時放送（2011年3月14日 - 3月17日 9:55 - 10:50、3月15日 19:00 - 20:54、3月18日は、10:05 - 10:50にUSTREAMでも同時放送）
- 絆いわて〜ふるさとは負けない（「IBC安否情報」同様に東日本大震災の情報を伝える放送、2011年4月 - 6月30日）
平日（月曜 - 金曜）、9:55 - 10:35にIBCテレビと同時放送、土曜（「水越かおるのすっぴん土曜日」内）と日曜（「のりこの週刊おばさん白書」内）はラジオのみ
- EM アースコミュニケーション
- 大塚富夫のラジオ焼肉さかだれ〜
- みさりこラジオ（岩手県以外の一部地域にもネット）
- TOKIMEKI FEELING
- 夏の高校野球岩手大会実況中継（2015年まで、毎年7月中旬 - 下旬放送）
- アンディ小山のラブリーメモリーズ（日 23:30 - 24:00、- 2018年3月）
- いわて思い出の名馬館
- IBCこども音楽コンクール
- 田中信夫のハートフルトーク
- 大沢桃子のふるさとは負けない!
- 春夏秋冬〜ミュージック・セレクション
- P★O★P★S〜Playing Old Popular Songs〜
- デジタルニュース・ラボ（2021年4月6日 - 2022年3月29日、2021年9月までは火曜 18:30 - 19:00、2021年10月以降は火曜 19:30 - 20:00）
- アンダーエイジの気分は爽快!シャキッとラジオDX（土 22:00 - 22:30、? - 2022年3月）
- 村松文代のフォア〜♪（土 7:25 - 7:40、2011年4月 - 2022年3月）
- 三本木智子の出発進行!（日 7:25 - 7:30、2021年1月3日 - 2021年12月26日）
- いわて想い出の名馬館（2011年1月1日 - 2024年3月30日、2022年9月までは土曜 6:00 - 6:15、2023年3月までは金曜 17:45 - 18:00、2024年3月までは土曜 5:40 - 5:55で放送）
- フィッシュ・オン・イワテ（1984年5月13日 - 2024年3月30日）

## テレビ

### 編成の特徴
岩手県のTBS系列フルネット局として、TBS系列の番組をネットする一方、県内に置局がないテレビ東京系列の番組もローカルセールス枠の主に週末と深夜帯を中心に一部放送している。平日夕方のNスタは第0部からネットし、ローカル情報番組は放送していない。ローカルニュース番組は平日夕方の「IBCニュースエコー」（1977年 - ）、情報ワイド番組は土曜日の「じゃじゃじゃTV」（2003年 - ）、紀行番組（街ブラ）として「わが町バンザイ」（2013年 - ）を放送。自社制作番組は減少傾向にある。
ドキュメント番組では多くの賞を受賞。ドキュメント番組『IBC特集』は視聴率35%を記録したこともあった。
1990年代まではアニメの編成に力を入れており、テレビ東京製作の、特に本放送が終了したものを中心に早朝に放送されていたが、2000年代に入り減少。深夜アニメの放送に関しても、『コードギアス 反逆のルルーシュ』のように続編が全国ネット枠で放送される際や、『マクロスF』や『けいおん!』のように劇場版公開の際における宣伝として、キー局の意向で強制ネットされる作品のみに留まっていた。しかし、2010年代に入り『ラストエグザイル-銀翼のファム-』などの深夜アニメも再び放送されるようになり、2020年代以降は深夜帯を中心に更に本数が増加している。深夜アニメの放送時間に関しては、2010年代前半までは『MAZE☆爆熱時空』『コードギアス』『銀翼のファム』などのように全日帯に編成することが珍しくなかった一方、『NARUTO -ナルト- 疾風伝』のようにキー局では全日帯に放送されている作品でも深夜に編成することがある。

### テレビネットワークの移り変わり
- 1959年（昭和34年）
  - 8月1日 - JNNに結成と同時に加盟。
  - 9月1日 - テレビ放送開始。以降、一貫してラジオ東京テレビ（KRTテレビ、現：TBSテレビ）フルネット局であるが、開局当初は一般番組は同局・日本テレビ・フジテレビ・日本教育テレビ（NET、現：テレビ朝日）の番組を組み合わせた編成となる。
  - 当初は、日本テレビとKRTテレビ（TBSテレビ）の番組を主軸とした事実上のクロスネット編成を画策していた[119]が、JNNが排他性を打ち出したものであることに日本テレビが反発。日本テレビは、IBCを含むJNN協定に加盟した新局には番組を一切流さない方針を新たに打ち出した上、岩手を必要とするスポンサーには番組を降りてもらっていいとまでいう強硬な態度に出た[120]ことから、当初の計画とは異なり、KRTテレビ系列を中心とした編成で開局せざるをえなくなった[119]。
- 1967年（昭和42年）6月 - 民間放送教育協会(民教協)に加盟。
- 1969年（昭和44年）12月1日 - テレビ岩手（TVI）の開局により、一部を除き日本テレビの番組が姿を消す。NETの番組も生放送を中心に大半が移行し、フジテレビの番組が増える。『小川宏ショー』・『3時のあなた』のネットを開始するが、FNSには加盟しなかった。
- 1975年（昭和50年）3月31日 - 腸捻転解消により、関西（大阪）発の全国ネットの番組が朝日放送テレビ制作から毎日放送制作に変更された。ただし、NET系列に変更した朝日放送テレビ制作の全国ネット番組は、一部IBCで継続されたり、TVIで継続されることもあった。
- 1980年（昭和55年）4月1日 - テレビ岩手のANN脱退・NNSフルネット局化に伴い、テレビ朝日制作番組を中心に、テレビ朝日系列の番組が一部を除き大幅に移行される[注 22]。
  - 同時にフジテレビ制作『小川宏ショー』と関西テレビ製作『ハイ!土曜日です』のネット受けを打ち切ったが、『3時のあなた』はネット受け継続。後番組の『タイム3』も、1991年（平成3年）4月1日の岩手めんこいテレビ（mit）開局までネットを継続した。
- 1991年（平成3年）4月1日 - 岩手めんこいテレビ開局により、「ライオンのごきげんよう」・「タイム3」・「素人民謡名人戦」などなどのフジテレビの番組が同局へ移行。タイム収入が前年割れ、スポット収入が横ばいか前年割れとなった[121]。テレビ朝日、テレビ東京の番組が増加する。
  - 同時に平日16時台をテレビ東京の同時ネット枠に移行、『レディス4』の同時ネット（TXN九州（現：TVQ九州放送）と同日）がスタートする。
- 1996年（平成8年）10月1日 - 岩手朝日テレビ（IAT）の開局により民教協制作分を除いたテレビ朝日の番組が姿を消す。これによりTBS系列フルネット化完了。
- 2008年（平成20年）9月26日 - テレビ東京「レディス4」のネット終了により、系列外同時ネット枠が消滅。

### 技術情報

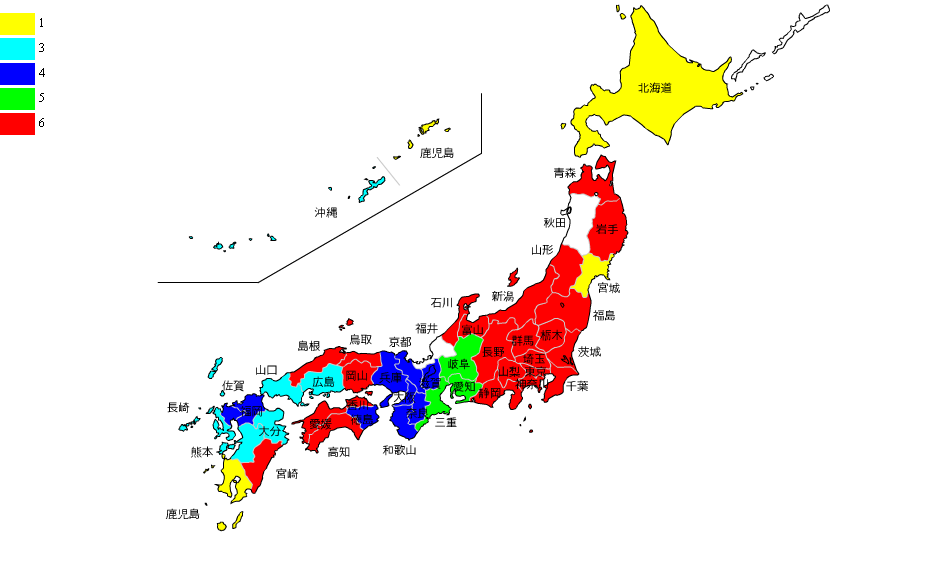
JNN系列のリモコンキーID地

| 種別   | 地域       | リモコンキーID | 物理ch | 出力 | 備考                   |
| ------ | ---------- | -------------- | ------ | ---- | ---------------------- |
| 親局   | 盛岡       | 6ch            | 16ch   | 1kW  | コールサイン：JODF-DTV |
| 中継局 | 二戸       | 6ch            | 15ch   | 100W |                        |
| 中継局 | 一関       | 6ch            | 15ch   | 25W  |                        |
| 中継局 | 谷地山     | 6ch            | 28ch   | 2W   |                        |
| 中継局 | 遠野       | 6ch            | 15ch   | 20W  |                        |
| 中継局 | 大槌新山   | 6ch            | 27ch   | 2W   |                        |
| 中継局 | 室根       | 6ch            | 15ch   | 3W   |                        |
| 中継局 | 釜石       | 6ch            | 20ch   | 30W  |                        |
| 中継局 | 宮古       | 6ch            | 15ch   | 20W  |                        |
| 中継局 | 大船渡     | 6ch            | 20ch   | 10W  |                        |
| 中継局 | 久慈       | 6ch            | 25ch   | 3W   |                        |
| 中継局 | 西根松尾   | 6ch            | 28ch   | 2W   |                        |
| 中継局 | 大槌       | 6ch            | 15ch   | 1W   |                        |
| 中継局 | 野田       | 6ch            | 25ch   | 1W   |                        |
| 中継局 | 岩泉       | 6ch            | 25ch   | 10W  |                        |
| 中継局 | 陸前高田   | 6ch            | 47ch   | 3W   |                        |
| 中継局 | 雫石       | 6ch            | 44ch   | 3W   |                        |
| 中継局 | 新里       | 6ch            | 26ch   | 1W   |                        |
| 中継局 | 普代田野畑 | 6ch            | 15ch   | 3W   |                        |
| 中継局 | 岩手沼宮内 | 6ch            | 28ch   | 2W   |                        |
| 中継局 | 湯田       | 6ch            | 36ch   | 2W   |                        |
| 中継局 | 山田       | 6ch            | 15ch   | 3W   |                        |
| 中継局 | 陸中大野   | 6ch            | 30ch   | 1W   |                        |
| 中継局 | 種市本町   | 6ch            | 30ch   | 2W   |                        |

#### 事実上のエリア外視聴可能地域
- 青森県三八上北地方（八戸エリア）。スピルオーバー。
- 秋田県秋田市近郊においては、IBCテレビの再配信を行うCNA秋田ケーブルテレビと契約すれば、サービスエリア内（秋田市とその近郊）でのみ視聴可能。 秋田県の地元紙・秋田魁新報をはじめ全国紙各紙・河北新報（北東北版）にもIBCテレビの番組表は秋田県の民放同じサイズで掲載。

#### デジタルテレビ放送関係の出来事
- 2月1日 - デジタル対策室設置[123]
- 2006年（平成18年）6月9日 - ハイビジョン映像による試験放送を開始。
- 2006年（平成18年）7月1日 - 地上デジタル放送対応の主調整室（マスター）設備に更新し、同時にサイマル放送も開始。
- 2006年（平成18年）10月1日 - 本放送開始。
- 2007年（平成19年）7月2日 - 自社制作の収録番組（『IBC特集』、その他単発番組）や再放送・他系列番組・遅れネットなどの番組は本放送開始からハイビジョンで放送していたが、自社制作生放送（ニューススタジオ送出番組を除く）のハイビジョン放送開始はからとなった。
- 2009年（平成21年）3月2日 - ニューススタジオ設備更新によりすべての自社制作生放送がハイビジョン放送となった。
- 2010年（平成22年）4月 - IBCを配信している秋田ケーブルテレビで地上デジタル放送の配信を開始[124]。

#### アナログテレビ放送
| 種別   | 局名         | ch | 備考                                         |
| ------ | ------------ | -- | -------------------------------------------- |
| 親局   | 盛岡         | 6  | コールサイン：JODF-TV 映像:3 kW 音声:0.75 kW |
| 中継局 | 一関         | 11 | 垂直偏波                                     |
| 中継局 | 遠野         | 3  |                                              |
| 中継局 | 繋           | 3  |                                              |
| 中継局 | 釜石大橋     | 3  |                                              |
| 中継局 | 雫石         | 56 |                                              |
| 中継局 | 花巻湯口     | 56 |                                              |
| 中継局 | 江刺米里     | 53 |                                              |
| 中継局 | 江刺川内     | 53 |                                              |
| 中継局 | 一関釣山     | 41 |                                              |
| 中継局 | 大東内野     | 44 |                                              |
| 中継局 | 大東丑石     | 58 |                                              |
| 中継局 | 新里         | 54 |                                              |
| 中継局 | 宮古女遊戸   | 54 |                                              |
| 中継局 | 岩泉中島     | 57 |                                              |
| 中継局 | 釜石鈴子     | 34 |                                              |
| 中継局 | 宮守         | 43 |                                              |
| 中継局 | 久慈夏井     | 43 |                                              |
| 中継局 | 二戸         | 2  |                                              |
| 中継局 | 久慈         | 1  |                                              |
| 中継局 | 湯田         | 3  |                                              |
| 中継局 | 盛岡川目     | 43 |                                              |
| 中継局 | 西根松尾     | 44 |                                              |
| 中継局 | 大迫         | 43 |                                              |
| 中継局 | 江刺広瀬     | 54 | 垂直偏波                                     |
| 中継局 | 江刺奈良原   | 54 |                                              |
| 中継局 | 花泉         | 54 |                                              |
| 中継局 | 大東遅沢     | 49 |                                              |
| 中継局 | 大東下内野   | 53 |                                              |
| 中継局 | 田老         | 54 |                                              |
| 中継局 | 山田豊間根   | 36 |                                              |
| 中継局 | 岩泉小成     | 58 |                                              |
| 中継局 | 釜石愛宕     | 46 |                                              |
| 中継局 | 遠野小友     | 54 |                                              |
| 中継局 | 野田         | 55 |                                              |
| 中継局 | 宮古         | 6  |                                              |
| 中継局 | 岩泉         | 1  |                                              |
| 中継局 | 沢内         | 12 |                                              |
| 中継局 | 盛岡浅岸     | 55 |                                              |
| 中継局 | 岩手沼宮内   | 55 |                                              |
| 中継局 | 沢内川舟     | 55 |                                              |
| 中継局 | 江刺伊手     | 53 |                                              |
| 中継局 | 水沢黒田助   | 59 |                                              |
| 中継局 | 東山         | 44 |                                              |
| 中継局 | 大東上大原   | 50 |                                              |
| 中継局 | 大東京津畑   | 54 |                                              |
| 中継局 | 田老太平     | 55 |                                              |
| 中継局 | 山田関口     | 55 |                                              |
| 中継局 | 普代田野畑   | 43 |                                              |
| 中継局 | 釜石小川     | 55 |                                              |
| 中継局 | 宮守達曽部   | 53 |                                              |
| 中継局 | 種市本町     | 43 |                                              |
| 中継局 | 大船渡       | 11 | 垂直偏波                                     |
| 中継局 | 山田         | 1  |                                              |
| 中継局 | 千厩         | 6  |                                              |
| 中継局 | 盛岡松園北   | 55 | 垂直偏波                                     |
| 中継局 | 岩手大坊     | 43 |                                              |
| 中継局 | 湯田大石     | 56 |                                              |
| 中継局 | 江刺岩谷堂   | 44 |                                              |
| 中継局 | 水沢外浦     | 54 |                                              |
| 中継局 | 大東猿沢     | 54 |                                              |
| 中継局 | 大東上大桑   | 44 |                                              |
| 中継局 | 大東前畑     | 43 | 垂直偏波                                     |
| 中継局 | 宮古花輪     | 55 |                                              |
| 中継局 | 山田関谷     | 56 |                                              |
| 中継局 | 大船渡船河原 | 54 |                                              |
| 中継局 | 釜石大沢     | 45 |                                              |
| 中継局 | 遠野糠前     | 43 |                                              |
| 中継局 | 陸中大野     | 58 |                                              |
| 中継局 | 釜石         | 10 |                                              |
| 中継局 | 陸前高田     | 1  | 垂直偏波                                     |
| 中継局 | 大槌         | 6  |                                              |
| 中継局 | 盛岡松園南   | 45 | 垂直偏波                                     |
| 中継局 | 二戸堀野     | 55 |                                              |
| 中継局 | 湯田湯本     | 41 |                                              |
| 中継局 | 江刺小田代   | 60 |                                              |
| 中継局 | 室根         | 53 | 垂直偏波                                     |
| 中継局 | 大東沖田     | 44 | 垂直偏波                                     |
| 中継局 | 大東小山     | 45 | 垂直偏波                                     |
| 中継局 | 藤沢         | 44 |                                              |
| 中継局 | 宮古老木     | 54 |                                              |
| 中継局 | 岩泉小川     | 54 |                                              |
| 中継局 | 陸前島部     | 60 |                                              |
| 中継局 | 大槌桜木     | 55 |                                              |
| 中継局 | 久慈大川目   | 58 |                                              |

### 現在放送中の番組
出典: 

#### IBC自社制作番組
- 岩手日報IBCニュース（月曜 - 金曜 15:40 - 15:43、土曜 - 日曜 21:54 - 21:56ほか）
- ニュースエコー（月曜 - 金曜 18:15 - 18:55）
- みciao!IBC（月 - 火曜 18:55 - 19:00ほか）
- のりこのスイスイサンデー（水曜 18:55 - 19:00）
- わが町バンザイ（水曜 19:00 - 19:57、再放送：土曜 16:00 - 16:57）
- 海と日本PROJECT in 岩手（水曜 15:56 - 15:59）
- 暮らしを守る情報最前線（木曜 22:57 - 23:00）
- 金曜情報館（金曜 9:55 - 10:25）
- 金YO!瓦BAN（金曜 15:40 - 16:47）
- #青の国ふだい（金曜 18:55 - 19:00）
- わてモノづくり アスメイド（毎月第3金曜 22:54 - 23:00）
- じゃじゃじゃTV（土曜 9:25 - 11:30）
- 素敵生活+（土曜 11:40 - 11:45） - ホームセンターのDCMの商品などを紹介する。
- 情熱!イーハトーブ（毎月第3日曜 16:54 - 17:00）
- いわて見聞録（最終日曜 1:28 - 1:58（最終土曜深夜））
- いわてホットライン（14:30ごろからの毎年元日恒例のスペシャル、局アナがスタジオまたは中継で多数出演（VTRのみの出演もあり））
- 能開センター presents 岩手県公立高校入試正答速報（毎年公立高校入試終了後の午後5時台に放送）
- ミッドナイトシャッフル（金曜未明＝木曜深夜に更新、以後1週間土・日・祝日を含め、事実上の深夜の最終番組として繰り返し放送=基本放送時間は月 - 木・土曜深夜が2:58 - 3:28、金曜深夜が2:23 - 2:53、日曜深夜が2:55 - 3:25）

#### 再放送枠
- IBC時代劇[注 23] → 時代劇シリーズ[注 24]水戸黄門 第19部（木 10:25 - 11:20[注 25]）
1991年（平成3年）4月から再放送開始。『水戸黄門』を中心に、主にキー局のナショナル劇場 → パナソニック ドラマシアターの再放送枠[注 26]。放送シリーズに関しては、アトランダムである。また、放送日時に関しては、過去には月曜 - 金曜[注 27]15時台・16時台・17時台、月曜 - 木曜[注 28] 10:25 - 11:20[注 29]などを経て現在に至る。

#### TBS系列遅れネット番組
- かまいたちの知らんけど（月曜 23:56 - 0:56（月曜深夜）、毎日放送制作）
- ひらめけ!うんぴょこちゃんねる（月曜 1:00 - 1:28（月曜深夜）
- ドラマ特区・復讐カレシ〜溺愛社長の顔にはウラがある〜（火曜 1:28 - 1:58（月曜深夜）、毎日放送制作）
- ジンギス談!（火曜 23:56 - 0:26（火曜深夜）、北海道放送制作）
- ランファンQUEST（火曜 0:26 - 0:55（火曜深夜）
- サンドのぼんやり〜ぬTV（木曜 1:00 - 1:28（水曜深夜）、東北放送制作）
- 週刊さんまとマツコ（金曜 1:00 - 1:28（土曜深夜））
- 歩道・車道バラエティ 道との遭遇（土曜 6:15 - 6:45、CBCテレビ制作）
- バナナマンの早起きせっかくグルメ!!（土曜 6:45 - 7:30）
- 吉田類の酒場放浪記（土曜 17:00 - 17:30、BS-TBS制作）
- 皇室アルバム（日曜 6:30 - 6:45、毎日放送制作）[注 30]
- 町中華で飲ろうぜ（不定期放送、BS-TBS制作）
- ねこ自慢（不定期放送、BS-TBS制作）
- サンド伊達のコロッケあがってます（不定期放送、BS-TBS制作）

#### テレビ東京系列番組
- 私の町の千葉くんは。（水曜 1:28 - 1:58（火曜深夜））
- ゴッドタン（金曜 1:28 - 1:58（木曜深夜））
- ホテル・インヒューマンズ（土曜 1:23 - 1:53（金曜深夜））
- ありえへん∞世界（土曜 12:00 - 13:54）
- 所さんの学校では教えてくれないそこんトコロ!（日曜 13:00 - 13:54）
- モヤモヤさまぁ～ず2（日曜 13:54 - 14:39）
- 出没!アド街ック天国（不定期放送）
- 土曜スペシャル（主に土曜午後に不定期放送）

#### 東北民放テレビ六社会
- 全東北民謡選手権大会（最近の放送日 2021年10月31日）

#### その他
- クレバテス-魔獣の王と赤子と屍の勇者-（木曜 2:28 - 2:58（水曜深夜））
- Music B.B. Japan（日曜 1:28 - 1:58（土曜深夜）、アークミュージック制作）
- 日本のチカラ（日曜 6:00 - 6:30、民教協制作）
- スギちゃん北海道に行く（日曜 14:39 - 14:54）
- 温泉日和（月曜 0:50 - 0:57（日曜深夜））
- 幸せのエチュード（月曜 1:00 - 1:55（日曜深夜）、台湾ドラマ）

### 東日本大震災（東北地方太平洋沖地震）によるテレビ番組編成
2011年（平成23年）3月11日の地震発生時からしばらくはJNN協定によりTBSテレビ発の報道特番を放送した。テレビ報道の体制が整うまで若干時間を要したこともあり、IBCローカルの割り込みは発生当日の夕方以降から順次行われた。その後通常編成に戻り始めて次第にIBC発の報道特番が多く放送され始めた。毎日、夜を含む1回は『震災情報いわて』として1時間ほど放送される時間がある。そのほかに『ニュースエコー』を通常通り放送したり、14日から18日の9:55 - 11:00の枠では「IBC安否確認情報」としてIBCラジオとサイマル放送したりと積極的に自局から情報を伝えている。自社制作の報道特番はTVIより多い状態である。L字型画面もTBSテレビ発のものに被せて独自で表示させている。また、ラジオで安否情報を放送していることもあり、テレビではラジオとのサイマル放送を除いて安否情報は放送されなかった。また、銀行の臨時窓口開設情報、避難場所の情報なども逐次放送された。
3月14日からしばらくは『早ズバッ!ナマたまご』、『ひるおび!』の11時台、『Nスタ』のローカル枠を単発扱いで臨時ネットしていた。また、『TBSニュースバード』は深夜（フィラー枠を臨時に復活して放送）はもちろん、18日から4月1日までは毎日14:00前後から1時間から2時間ほど（再放送枠などをすべて休止して）放送されていた。
また、10:00前後から約30分間と16:20前後から約20分ほどでそれぞれ『震災情報いわて〜ふるさとは負けない!』と題し、午前はIBCラジオと同時放送、午後は『ニュースエコー』とは別に震災情報を放送していた。
さらに、3月31日までは、通常の深夜番組を休止し、JNN深夜最終ニュース番組終了後、終夜で震災関連情報を放送した。

### 過去に放送した番組

#### 自社制作番組
- あした天気になあれ
- アナナビ（東北・新潟地区のJNN6局共同制作番組）
- IBC特集
1990年4月改編にて、火曜日のゴールデンタイム（19:30 - 20:00、のち20:30 - 20:54に移動）に常設化したもの。テレビ朝日系列の遅れネット番組とセットで編成されていたため、レギュラー番組としての放送は1996年に終了。
- EM情報いわて
- いわて大陸
- いわてファクトリー（毎月最終木曜放送）
- いわてふるさと通信
- いわてホットアングル
- IWATE KENJIN6
- 大塚富夫のお邪魔します
- オール電化でおじゃましま〜す→我らわっとホーム家族 ※HD（月曜 19:55 - 20:00、提供：東北電力）
- おはよういわて（1971年 - 1980年）
岩手初の生ワイド情報番組。初代キャスターは林陽一・西條幸子、前田正二・菅原由美子。前田正二アナウンサーが長く司会を務めた。中国残留日本人孤児を取り上げた番組として注目された。
- ラブリーいわて（1980年4月7日 - 1983年4月1日、平日 10:00 - 11:00）

主キャスターは加藤久智・西條幸子
- 土曜ワイドいわては今（1983年4月 - 、土曜 12:00 - 13:00）

メインキャスターに詩人の高橋昭八郎を起用した
- モーニングエコー810（1981年4月 - 、平日 8:10 - 8:30）
- 由美子のおもしろアイランド（1984年10月 - 1985年9月）→ポップチャンネル（1985年10月 - 1988年9月）→5ing（1988年10月 - 1990年3月）
土曜日の17:00 - 17:30にて5年半続いた若年層向けの情報番組。『おもしろアイランド』は樋田由美子が司会を務めた。『ポップチャンネル』は戸田信子が司会、素人時代のザ・グレート・サスケが出演していた。戸田が『JNNニュースデスク'88』を担当するためTBSテレビに出向する事から『5ing』へリニューアルすることになったが、最終回は昭和天皇の病状悪化で返上となり、そのままお蔵入りとなった（その後『5ing』の最終回に出演）。『5ing』は当初佐々木礼子アナウンサー（当時）が司会を務め、1989年5月に降板後、翌6月からは高橋研（ミュージシャン）と矢吹奈美江アナウンサー（当時）に交代した。
- この人わが道（1989年、1人の人物にスポットを当てたドキュメント）
- 貞☆子ペペロンチーノ（2006年4月3日 - 2007年3月28日）
月曜 0:30 - 1:00（日曜深夜）→水曜 0:55 - 1:25（火曜深夜）
  - ペペ☆ギャザ
- 週刊ステラミーゴ
- 十文字チキンカンパニー 十の約束（2008年10月 - 12月、月曜 19:55 - 20:00）
- STYLE（2007年8月1日 - 11月1日）※HD
- たまてばこ火曜館（ - 2005年9月27日）
- Stage i
土曜 0:40 - 1:10（金曜深夜、2000年4月29日 - 2001年3月31日）→土曜 16:00 - 16:30（2001年4月7日 - 2001年9月29日）
- Chu Chu!→ちゅちゅまん
- ときめきウィークリー
- ときめきワイド230（平日 14:30 - ）
30分間放送された生活情報番組。大塚富夫などが司会。
- どんchanパラダイス（1994年 - 1997年）
照井健、高橋興子、玉井明子が司会。玉井退社後は、神山浩樹、風見好栄、高橋興子が担当。mit『土曜は見っと!』との対決が話題を呼んだ。
- どんぴしゃ8時!パラボラざうるす（1997年 - 1999年）
「どんパラ」がゴールデンタイムに枠移動したもの。
- おばんDEナイト!
県内各地からの生中継をメインとした情報番組。司会はIBC復職後の戸田信子、江幡平三郎（当時アナウンサー）。
- ニュースエコーダイジェスト（深夜便）
夕方のローカルニュースを15分間に再編集し深夜帯に再放送したもの。緊急ニュースなど時は生放送。
- ふれあいトーキング
- ホテルメトロポリタン盛岡プレゼンツ「スウィート・メモリーズ・メニュー」
- まい土!平徳商店（1999年4月 - 2003年3月）

江幡平三郎、徳永千帆子（現熊本朝日放送アナウンサー）が司会。
- マッハどっと混む
- みんなのいわて国体!
- やっぺし!みちプロ（2008年7月15日 - 12月23日）
- 幸見の夕刊テレビ（1997年3月31日 - 1998年9月25日）
TVIが1997年3月3日に開始した『いわて特盛!5きげんテレビ』に対抗する形で開始した平日夕方の情報番組。話術の巧みな菊池幸見をメイン司会に据え、当時テレビ朝日などで活躍していた元アナウンサーの戸田信子らをサブ司会に迎える。ラジオで培った制作力を総動員し、ローカルに徹した内容で『5きげん』に勝負を挑んだが、約1年半で終了。
- ラッキーアワー
- わらばん
- ママの育児日記
- テレビ県民室（岩手県広報番組 1960年代から1987年頃まで放送）
- さわやか8時です（岩手県広報番組 1987年 - ）
- もりおか市民の広場（盛岡市広報番組 不定期）
- 農協アワー
- 岩手をつくる（IBCドキュメント番組のはしり）
- 岩手に生きる（上記のシリーズ）
- なるほどザお買い得（大塚富夫アナウンサーが司会を担当）
- みちゃお!IBC（番組宣伝番組）
- 星子のカムカムHonda（金 22:54 - 23:00）※HD

※千葉星子がホンダの車に試乗し、県内（主に盛岡近郊）を巡る番組。
- IWATOBI
- 介護の魅力
- じゃじゃじゃFriday
- こびチャン!
- お天気みciao!（月曜 - 日曜 4:00 - 4:30、月曜 - 日曜 前日放送終了 - 3:00）
- いわて希望のちから
- ナオちゃんねるIBC・ユキちゃんねるIBC
- ガンダイニング
※岩手大学の情報を紹介する番組（冬季限定）
- ぶっくまーく岩手
- いわてアーカイブの旅
- いわて!わんこ広報室

#### 共同制作
- 幼獣マメシバ 望郷篇
- 猫侍 SEASON2

#### TBS系列で途中打ち切りおよび主な遅れネット番組
- ランク王国（1998年4月からTBSテレビと同時ネット、1999年3月27日打ち切り）
- 噂の!東京マガジン（2005年4月10日打ち切り[注 33]）
- 時事放談（2005年9月25日打ち切り）
- イブニング・ファイブ（2005年9月30日打ち切り、ただし『JNNイブニング・ニュース』およびJNNイブニング・ニュース緊急特集はJNN排他協定の関係上ネット継続）
- B'T-X
- 魔術士オーフェン→魔術士オーフェン Revenge
- 探偵学園Q（ローカルセールス枠降格と同時に打ち切り・ドラマ(実写)版はTVIで放送）
- オビラジR（2008年9月25日で打ち切り）
- 有田とマツコと男と女（『けいおん!』第1期放送のため2011年10月4日打ち切り）
- けいおん!（IBCでは第2期の放送が先だった）
- マツコの知らない世界（2012年9月26日をもって打ち切り。火曜ゴールデン帯移動で放送再開）
- テベ・コンヒーロ（『マツコの知らない世界』の代替番組として2012年頃に放送）
- KAT-TUNの世界一ダメな夜!
- 今夜一杯どうですか?（シーズン2･シーズン3のみ放送、同時ネット）
- JNNドキュメンタリー ザ・フォーカス
- スープカレー（北海道放送制作）
- パンパカパンツシリーズ（静岡放送制作）
- プラチナエンド
- ヒロシのぼっちキャンプ（BS-TBS制作）
- 東大王
- 限界突破!やってM!LK

##### CBCテレビ制作
- ラストエグザイル-銀翼のファム-
- おかわり!ごはんリレー
- 地名しりとり伝説

CBCテレビ制作の番組『ノブナガ』の旅企画のコーナーを再編集した独立番組。『ノブナガ』本編はIBCでは未放送。
- ムッシュ!
- 超絶☆絶叫ランド

ほか

##### 毎日放送制作
- まんが日本昔ばなし（第2期）
- 三丁目の夕日（半年で打ち切り）
- 銀河漂流バイファム（ローカルセールス枠降格と同時に打ち切り）
- 痛快!明石家電視台（途中打ち切り）
- 家族八景 Nanase,Telepathy Girl's Ballad
- コドモ警察
  - コドモ警視
- ドラゴン青年団
- 花のズボラ飯
- タンクトップファイター
- 闇金ウシジマくん（Season1・Season2・Season3）
- 新解釈・日本史
- ジャイケルマクソン
- となりの関くんとるみちゃんの事象
- ドラマイズム

- ドラマ特区
  - コーヒー&バニラ、カフカの東京絶望日記、あおざくら 防衛大学校物語、ホームルーム、美しい彼
- TIGER & BUNNY（第1期のみ、第2期はNHK総合・盛岡で放送）
- 進撃の巨人（Season3以降はNHK総合・盛岡で放送）
- 東京リベンジャーズシリーズ
- ホリミヤ（アニメ版）
- 憂国のモリアーティ
- ましろのおと

#### 東北+新潟のJNN系列ブロックネット
- ふしぎのトビラ（東北放送制作）
東北・新潟のJNN系列局と秋田放送で放送していた。2011年3月11日に発生した東日本大震災（東北地方太平洋沖地震）の影響で休止。

#### テレビ東京系
（★はテレビ東京の本放送終了後に放送）
- 浅草橋ヤング洋品店→ASAYAN
- クイズ赤恥青恥
- ザ・スターボウリング（途中で打ち切り→TVIに移動）
- クイズところ変われば!?（途中で打ち切り）
- おまかせ!山田商会
- たけしの誰でもピカソ（途中で打ち切り・県人が出演したときなどに不定期にネット）
- タモリの音楽は世界だ
- 決戦!クイズの帝王
- 科学冒険隊タンサー5
- 伝説巨神イデオン
- 宇宙戦士バルディオス
- 桃太郎伝説シリーズ
- ゲンジ通信あげだま→姫ちゃんのリボン
- 熱血最強ゴウザウラー
- とっても!ラッキーマン
- 超光戦士シャンゼリオン
- 爆れつハンター★
- 天空のエスカフローネ★
- セイバーマリオネットJ★
- MAZE☆爆熱時空★
- 少女革命ウテナ★
- 超者ライディーン★
- マッハGoGoGo（第2作）
- VS騎士ラムネ&40炎★
- 天地無用!→新・天地無用!
- スーパードール★リカちゃん
- 時空探偵ゲンシクン
- アニメ缶・ぼのぼの（第1作） / ビット・ザ・キューピッド
- 魔法少女プリティサミー★
- 冒険!テレビ遊び塾→さきどり!PC遊び塾→大竹まことのただいま!PCランド→聖PCハイスクール
- タミヤRCカーグランプリ（途中で打ち切り）
- 高橋名人の面白ランド
- モジャ公
- ふしぎ遊戯
- 遊☆戯☆王デュエルモンスターズ→遊☆戯☆王デュエルモンスターズGX（2006年春で打ち切り、『遊☆戯☆王5D's』以降は県内未放送）
- ハロー!モーニング。（2004年9月25日打ち切り）
- MUSIX!（『最高!ブギウギナイト』は未放映）
- 所さん&おすぎの偉大なるトホホ人物伝
- いきなり結婚生活
- 宮里藍のビッグゴルフ in USA
- 奥さまは外国人
- 釣り・ロマンを求めて（土曜朝6時から放送、2004年10月頃で打ち切り）
- 機動戦艦ナデシコ
- 神秘の世界エルハザード★
- スレイヤーズ（第4シリーズの『REVOLUTION』は未放映）
- 新世紀エヴァンゲリオン
- 楽しいムーミン一家
- はれときどきぶた
- エルフを狩るモノたち★
- レディス4（同時ネット・1991年4月ネット開始、2008年9月26日をもって打ち切り）
- ココリコミリオン家族
- テレコンワールド
- 怒りオヤジ3
- ドラマ24
  - 嬢王、2ndハウス、下北GLORY DAYS、湯けむりスナイパー、怨み屋本舗REBOOT（ドラマ第1作は放送なし）、嬢王 Virgin、マジすか学園、トラブルマン、モテキ、嬢王3〜Special Edition〜、URAKARA、マジすか学園2、勇者ヨシヒコと魔王の城、ここが噂のエル・パラシオ、撮らないで下さい!!グラビアアイドル裏物語、クローバー、マジすか学園3、勇者ヨシヒコと悪霊の鍵、まほろ駅前番外地、みんな!エスパーだよ!、リミット、殺しの女王蜂、なぞの転校生、アオイホノオ、玉川区役所 OF THE DEAD、怪奇恋愛作戦、不便な便利屋、初森ベマーズ、オー・マイ・ジャンプ! 〜少年ジャンプが地球を救う〜、GIVER 復讐の贈与者、フルーツ宅配便、きのう何食べた? Season1·2、Iターン、コタキ兄弟と四苦八苦、浦安鉄筋家族、バイプレイヤーズ 〜名脇役の森の100日間〜
- ロンブーの怪傑!トリックスター
- キンコンヒルズ
- 週刊真木よう子
- TVチャンピオン→TVチャンピオン2
- チャンピオンズ〜達人のワザが世界を救う〜
- イツザイ→イツザイS
- 女神のキセキ
- やりすぎコージー
- 刺客請負人→刺客請負人2（IATでも放送された）
- BLEACH（2011年12月で打ち切り、千年血戦篇は県内未放送）
- 逃亡者 おりん2（第1作はIATで放送）
- 鈴木先生
- くだまき八兵衛→くだまき八兵衛X（2012年9月28日をもって打ち切り）
- 〜どうぶつ冒険バラエティ〜ワンダ!
- 極嬢ヂカラ→極嬢ヂカラPremium
- 忠臣蔵〜その義その愛
- オードリーの神アプリ@新世紀-UP DATE-
- ウレロ☆未確認少女 → ウレロ☆未完成少女
- 豊臣秀吉 天下を獲る!
- ペット大行進! ど〜ぶつくん
- 日経スペシャル ガイアの夜明け（2014年3月24日で打ち切り）
- 日経スペシャル カンブリア宮殿（2014年3月25日で打ち切り、その後mitで再開するもそちらでも途中打ち切り）
- 月影兵庫あばれ旅
- Wake Up, Girls!
- 東京トイボックス→大東京トイボックス
- 俺のダンディズム
- 名曲!にっぽんの歌（途中打ち切り）
- おしかけスピリチュアル（途中打ち切り）
- 腹ペコ!なでしこグルメ旅→ブラマリのいただきっ!
- ダッシュ!四駆郎★（本放送終了後、1992年頃に金曜 17:30 - 18:00[126] に、後に金曜 6:00 - 6:30[127] に放送）
- ミエリーノ柏木
- ざっくりハイタッチ（途中打ち切り）
- NARUTO -ナルト-→NARUTO -ナルト- 疾風伝
- アニメ親子劇場★（本放送終了後、1983年 - 1984年頃に月曜 17:00 - 17:30に放送[128]）
- トンデラハウスの大冒険★（本放送終了後、1984年 - 1985年頃に木曜 17:00 - 17:30に放送[129]）
- 見ると強くなる 痛快!横綱アニメ ああ播磨灘
- 無理矢理、マツコ。
- 駐在刑事（Season1・2のみ放送）
- ハラスメントゲーム
- ヒャッキン!〜世界で100円グッズを使ってみると?〜
- 電影少女 -VIDEO GIRL AI 2018-
  - 電影少女 -VIDEO GIRL MAI 2019-
- コアラボーイ コッキィ★（本放送終了後、1986年頃に月曜 - 木曜 16:07 - 16:35に放送[130]）
- 六三四の剣
- 太川蛭子の旅バラ
- 超かわいい映像連発!どうぶつピース!!（2020年3月23日で打ち切り）
- 日曜ゴールデンの池上ワールド 池上彰の現代史を歩く〜Walking through Modern History〜
- ドラマホリック!
  - 死役所、メンズ校
- たけしのニッポンのミカタ!
- レベチな人、見つけた
- ドラマプレミア23
  - 珈琲いかがでしょう、シェフは名探偵、うきわ -友達以上、不倫未満-、じゃない方の彼女
- 空から日本を見てみよう（途中で打ち切り）→空から日本を見てみよう plus（BSテレ東制作）
- きらきらアフロ（テレビ大阪制作、途中打ち切り）
- 中国世界遺産ものがたり（テレビ大阪制作）
- 役者ダマしい（テレビ大阪制作）
- 和風総本家（テレビ大阪制作）
  - 二代目 和風総本家
- アイドル伝説えり子（テレビせとうち制作、木曜 16:07 - 16:35[131]）
- アイドル天使ようこそようこ（テレビせとうち制作）
- 道の駅 ぷらり散歩美人（BSテレ東制作）
- C-POP World 華琉（BSテレ東制作）
- TVチャンピオン極 〜KIWAMI〜（BSテレ東制作）
- 真夜中にハロー!
- ちょこっと京都に住んでみた。（テレビ大阪制作）
- おそ松さん（第1期・第2期のみ。第3期は未放送。第4期はmitで放送）
- SPY×FAMILYシリーズ
- サンドナイツがプロ野球選手だけの居酒屋はじめました
- ゲキカラドウ2
- 異世界はスマートフォンとともに。2
- 怪獣8号
- 出来損ないと呼ばれた元英雄は、実家から追放されたので好き勝手に生きることにした
- 量産型リコ -プラモ女子の人生組み立て記-
  - 量産型リコ -もう1人のプラモ女子の人生組み立て記-
  - 量産型リコ -最後のプラモ女子の人生組み立て記-
- 没落予定の貴族だけど、暇だったから魔法を極めてみた

ほか

#### テレビ朝日系
（IAT開局まで、○はIATへ移行された番組、☆は現在もIATで放送中）
- モーニングショー （第1期、1969年12月にTVIへ移行。第2期は☆）
- あまから問答
- 徹子の部屋☆（1995年9月29日打ち切り）
- 水曜21時時代劇枠
  - 燃えよ剣→宮本武蔵（高橋幸治主演）→軍兵衛目安箱→半七捕物帳（平幹二朗主演）→さすらいの狼→長谷川伸シリーズ→新書太閤記→女・その愛のシリーズ→右門捕物帖→鬼平犯科帳 (丹波哲郎)→徳川三国志→人魚亭異聞 無法街の素浪人
- 欽ちゃんのどこまでやるの!?→遊びにおいで→ナイトライダー
- テレビ朝日水曜21時枠刑事ドラマ○☆
大都会25時、ベイシティ刑事、はぐれ刑事純情派シリーズ、さすらい刑事旅情編シリーズ（ただしV、VIはTVIで放送）、風の刑事・東京発!
- 暴れん坊将軍シリーズ○
- 西部警察シリーズ（2004年のSP版はIATで放送）
- クイズタイムショック（1971年11月TVIから移行）
- ワールドプロレスリング○☆（TVIで一時打ち切りも1983年頃再開）
- ベストヒットUSA
- 聖闘士星矢（木曜 6:00 - 6:30（1988年2月中旬 - 3月上旬時点）[132] → 日曜 6:00 - 6:30（1989年3月中旬 - 4月上旬時点）[133]。『…Ω』はIATで放送）
- 日曜19時後半象印マホービン一社提供枠（1987年9月27日で打ち切り）
  - 象印歌のタイトルマッチ→ 象印スターものまね大合戦
  - 象印クイズ ヒントでピント

　　（『象印ヒット作戦 1!2!3!』・『象印ライバル対抗大合戦!』は放送せず）
- 月曜19時台前半アニメ枠
  - 魔法使いサリー（第1作）→ひみつのアッコちゃん（第1作、TVIに移行。）
  - タイガーマスク二世（金曜 17:00 - 17:30[134]）→あさりちゃん（金曜 17:00 - 17:30[135] → 土曜 6:25 - 6:55[136]）
  - 魔法使いサリー（第2作、木曜 16:07 - 16:35[137]、途中で打ち切り）
  - クレヨンしんちゃん○☆（土曜朝6時台→日曜朝5 - 6時台に放送。1996年3月まで）
- 怪物くん（TVアニメ第2期・ドラマ版はTVIで放送）
- 藤子不二雄劇場
  - 忍者ハットリくん（アニメ版1981年）
  - パーマン（第2作、15分版は1985年 - 1986年頃に金曜 16:15 - 16:30に一部話数を放送[138]。30分版は1987年 - 1988年頃に月曜 - 木曜 16:07 - 16:35に放送[139]・IBCでは、TBS制作の第1作も放送。）
  - オバケのQ太郎（第3作、30分版のみ木曜 16:35 - 17:05に放送[140]）
- エスパー魔美（アニメ単独枠、日曜 11:00 - 11:30[141]）
- 21エモン（土曜 5:30 - 6:00[142]）
- つるピカハゲ丸くん（本放送終了後、1990年頃に月曜 - 金曜 6:00 - 6:30に放送[143]）
- おぼっちゃまくん
- 土曜ワイド劇場（「IBCサーズデーワイド劇場」→「IBCサタデーワイド劇場」として木曜深夜→土13:00-に遅れ放送・途中で打ち切り）
- スーパー戦隊シリーズ○☆（激走戦隊カーレンジャーの途中からIATで放送）[注 34]
- メタルヒーローシリーズ○（ビーファイターカブトの途中からIATで放送）
  - 宇宙刑事ギャバン→宇宙刑事シャリバン→宇宙刑事シャイダー→巨獣特捜ジャスピオン→時空戦士スピルバン→超人機メタルダー→世界忍者戦ジライヤ→機動刑事ジバン→特警ウインスペクター→特救指令ソルブレイン→特捜エクシードラフト→特捜ロボ ジャンパーソン→ブルースワット→重甲ビーファイター
  - 愛の戦士レインボーマン→ダイヤモンド・アイ
- 空手バカ一代
- 遠山の金さん捕物帳（TVIから移行）
- 賞金稼ぎ
- 特別機動捜査隊（1局時代のみ。1969年12月TVIへ移行）
- カーグラフィックTV○
- 透明ドリちゃん
- 魔法少女ララベル→ハロー!サンディベル
- 緊急指令10-4・10-10
- The・かぼちゃワイン（途中で打ち切り）
- フクちゃん（本放送終了後、1986年頃に月曜 - 木曜 16:07 - 16:35に放送[144]）
- 名探偵ホームズ（本放送終了後、1986年頃に月曜 - 木曜 16:07 - 16:35に放送[145]）
- きんぎょ注意報!（月曜 - 木曜 6:00 - 6:30[127]）
- ガンダムシリーズ（テレビ朝日系制作）
  - 機動戦士Ζガンダム、機動戦士ガンダムΖΖ（いずれも名古屋テレビ制作）
- 無敵ロボ トライダーG7（名古屋テレビ制作）
- 最強ロボ ダイオージャ（名古屋テレビ制作）
- 聖戦士ダンバイン（名古屋テレビ制作）
- 重戦機エルガイム（名古屋テレビ制作）
- 機甲戦記ドラグナー（名古屋テレビ制作、月曜 16:35 - 17:05[139]）
- 鎧伝サムライトルーパー（名古屋テレビ制作）
- 獣神ライガー（名古屋テレビ制作）
- 勇者エクスカイザー（名古屋テレビ制作、木曜 16:35 - 17:05[137]）
- 新婚さんいらっしゃい!○☆（朝日放送テレビ制作、腸捻転解消後も引き続きネット・土曜 12:00から → 火曜 20:00から放送。1996年3月26日をもって打ち切り。以後、IAT開局までの半年間岩手県では未ネット。）
- 必殺シリーズ☆（朝日放送テレビ制作、腸捻転解消後も引き続きネット。『江戸プロフェッショナル・必殺商売人』から『必殺仕事人・激突!』まではTVIで放送）
- プロポーズ大作戦（朝日放送テレビ制作）
- ハーイあっこです（朝日放送テレビ制作、水曜 16:07 - 16:35（1990年12月 - 1991年1月時点）[137] → 水曜 16:55 - 17:25（1992年3月終了時点）[142]）
- 探偵!ナイトスクープ○☆（朝日放送テレビ制作）
- 素敵にドキュメント（朝日放送テレビ制作）
- 仮面ライダーシリーズ☆（毎日放送制作、腸捻転解消後も引き続きネット。平成・令和シリーズはIATで放送）
  - 仮面ライダー → 仮面ライダーV3 → 仮面ライダーX → 仮面ライダーアマゾン
- 新日鉄アワー・生きものばんざい（毎日放送制作、腸捻転解消後も引き続きネット）
- 私の郷土史（山形テレビ制作、東北・新潟7局ネット。制作局YTSのネットチェンジに伴いmitから移行。『新・私の郷土史』はIATで放送）

ほか

##### TVIのNNN/NNSフルネット局化でTVIから放映権が移行された番組
いずれも1979年10月から1980年4月にかけて実施。◎は1979年10月に、〇は1980年4月にそれぞれTVIから移行。
- ◎ナショナルゴールデン劇場→ゴールデン劇場（『風光る・亜紀子』以降の作品を放送）
- ◎特捜最前線（2013年のSP版はIATで放送）
- ◎ドラえもん[146] ☆（当初は火曜夕方、後に日曜朝へ移動。1996年3月まで）
- 〇一休さん（1980年4月に移行）

ほか

#### フジテレビ系
（mit開局まで、○はmitへ移行された番組、☆は現在もmitで放送中）
- 小川宏ショー（1980年3月打ち切り）
TBSテレビ『モーニングジャンボ奥さま8時半です』」に切り替え
- メイコとあなたの税ミナール
- ライオン一社提供枠○
ライオン奥様劇場 → いただきます → いただきますII → ごきげんよう（14:00から1時間遅れで放送）
- 健保連のすこやかさん（1977年4月開始時点では土曜 8:30 - 8:45に放送[147]）
- 健康クイズ
- キンカン素人民謡名人戦○
- ゲゲゲの鬼太郎（第1 - 第2）
- サザエさん○☆
- フジテレビ系列平日午後のワイドショー○
3時のあなた → タイム3
- オレたちひょうきん族（末期は木曜深夜に移動）
- とんねるずのみなさんのおかげです○（第2期の途中からmitへ移行）
- 釣りキチ三平
- みゆき
- スケバン刑事シリーズ
スケバン刑事 → スケバン刑事II 少女鉄仮面伝説→スケバン刑事III 少女忍法帖伝奇
- ハイスクール!奇面組（金曜 16:30 - 17:00[148]）→ついでにとんちんかん（金曜 16:30 - 17:00[149]）→ 名門!第三野球部（途中で打ち切り）
- ズバリ!当てましょう（金曜 19:00から放送）
- 東映不思議コメディーシリーズ（枠としては○）
おもいっきり探偵団 覇悪怒組
じゃあまん探偵団 魔隣組（火曜 16:07 - 16:35[150]）
魔法少女ちゅうかなぱいぱい!（月曜 16:07 - 16:35[150]）
魔法少女ちゅうかないぱねま!
美少女仮面ポワトリン（月曜 16:07 - 16:35）
- 日曜18時台前半アニメ枠（枠としてはTVIへ移行）☆
ハクション大魔王（2013年のテレビドラマはmit、2020年のリメイク版はTVIで放送）→いなかっぺ大将→科学忍者隊ガッチャマン（木曜 18:00 - 18:30[151]）→てんとう虫の歌→ポールのミラクル大作戦→一発貫太くん→科学忍者隊ガッチャマンII→科学忍者隊ガッチャマンF→とんでも戦士ムテキング→ダッシュ勝平→未来警察ウラシマン（第12話まで）
- 土曜18時台後半アニメ枠（TVIから移行、枠としては○）
未来警察ウラシマン（第13話以降）→OKAWARI-BOY スターザンS→ゲゲゲの鬼太郎（第3シリーズ）（第4シリーズ - 第6シリーズはmitで放送）→ おそ松くん（第2作、月曜 16:35 - 17:05[141]）→平成天才バカボン（ネット1ヶ月半遅れ。本放送終了後、めんこいテレビでも放送された）
- 山ねずみロッキーチャック（月曜 18:00 - 18:30[152]）
- 世界名作劇場（枠としては○）（『南の虹のルーシー』までは日曜18:00 → 木曜19:00から、『牧場の少女カトリ』の時は木曜 19:00から放送。後に金曜夕方にて放送された。IBCでは『ピーターパンの冒険』まで放送。『私のあしながおじさん』は本放送終了後にmitで放送された）
- F1グランプリ○（1991年第2戦・ブラジルグランプリまで放送。時差ネットでの放送時もあり）
- 銭形平次 (大川橋蔵)
- コートにかける青春
- アイちゃんが行く!（系列外ながら制作協力に参加した回あり）
- 忍者部隊月光
- 江戸の旋風
- 日生ファミリースペシャル
- ジャングル大帝→ジャングル大帝 進めレオ!
- 東日本女子駅伝（TVI→mitへ移行）
- ワイルドで行こう! BORN TO BE WILD
- 野球狂の詩
- 唄子・啓助のおもろい夫婦（水曜 23:25 - 23:55[153]）
- クイズの王様（日曜 12:15 - 12:45[154]）
- スパイ大作戦（第4シリーズを放映、金曜 23:00 - 23:55[155]）
- GO!GOスカイヤー（水曜 18:00 - 18:30[153]）
- 木曽街道いそぎ旅（月曜 23:00 - 23:55[152]）
- 新サンデートーク→今、きらめいて（仙台放送制作、mit開局後も引き続きIBCにて放送）
- ハイ!土曜日です（関西テレビ制作、1980年3月打ち切り）
- パンチDEデート（関西テレビ制作）
- ねるとん紅鯨団○（関西テレビ制作、土曜午後に遅れネット）
- 大阪国際女子マラソン○☆（関西テレビ制作、第8回大会：1989年から第10回大会：1991年まで放送・ただし、14時からの時差ネット）
- 仮面の忍者 赤影（関西テレビ制作）
- ハルサーエイカー（沖縄テレビ制作、本来の系列局ではなく当局で放送された）
  - ハルサーエイカー2（同上）

ほか

#### 日本テレビ系
（TVI開局後も引き続き放送されたもの）
- 土曜グランド劇場
- スター誕生!（同時ネット・1975年10月にTVIへ移行）
- 全国高等学校サッカー選手権大会（第61回大会・1982年度まで）
- 健康増進時代（日本医師会提供。1980年4月にTVIへ移行）
- 踊って歌って大合戦[注 35]
- 全日本歌謡選手権（よみうりテレビ制作、1971年10月にTVIへ移行）

#### その他
- 学びEye!→日本!食紀行（民教協）
- 戦国鍋TV 〜なんとなく歴史が学べる映像〜（tvk幹事）
- TV・局中法度!（tvk幹事）
- 全米TOP40（tvk制作、2007年3月28日打ち切り）
- saku saku（tvk制作、2006年1月 - 2008年3月）
- 故郷（フルサト）〜京都から21世紀のアジアへ〜（KBS京都制作）
- 演歌百撰（サンテレビ制作）
- 方言彼女。0（東名阪ネット6制作）
- 仏像大好。（東名阪ネット6、BS11制作）
- ハワイに恋して（トゥエルビ制作）
- 阿藤快のにっぽん漫遊記（S.FIELD制作）
- もっと★うまめしダイエット（ストリームメディアコーポレーション制作）
- タウン誌の旅（旅チャンネル制作・2012年7月15日 - ?）
- 石神秀幸の決断!ラーメン旅（ティーズ[156] 制作）
- 薬師寺保栄のドリームカー倶楽部（ドリームプロモーション制作、CBCテレビ幹事、2010年3月終了）
- たびたび秋山さん（不定期、パワーテレビジョン制作、配給）
- MVN（途中打ち切り、ビーイング制作）
- 戦場のガールズライフ
- 平成歌謡塾（2010年9月27日打ち切り）
- 演歌流行歌
- 戰神 MARS
- Silence
- 僕のSweet Devil
- ペット愛ランド
- AKB0048
- この味!この技!料理人の極み
- みうらじゅん&山田五郎の親爺同志
- 食探訪記 パンチ佐藤の美味いぞニッポン!
- 奥深き!ら〜めん道
- グルメ満彩・超名物ナビ
- ホントの恋の＊見つけかた
- Sweets美術館
- 東北トラベラー!
- アリスへの奇跡
- モンキーパーマシリーズ
- LOVE NOW ホントの愛は、いまのうちに〜
- ゆるキャラに負けない!
- グラゼニ（第1期のみ放送）
- 笑ゥせぇるすまんNEW
- 全力ウサギ
- 鬼滅の刃（一部のエピソードを除きmitでも再放送、2020年10月の『特別編』以降はmitへ移行）
- スライム倒して300年、知らないうちにレベルMAXになってました
- きらっとグルメ
- いろはに千鳥（テレビ埼玉制作、2022年9月打ち切り）
- 天国大魔境
- 異修羅
- ゆびさきと恋々
- 【推しの子】
- 逃げ上手の若君
- 時々ボソッとロシア語でデレる隣のアーリャさん
- ざつ旅-That's Journey-
- 紫雲寺家の子供たち

ほか

### ラテ欄におけるIBCの局名表記
全国紙・地方紙問わず、県内で購読されている全ての新聞ラテ欄では「IBC岩手放送」 ではなく「IBCラジオ」「IBCテレビ」という表記である（地元の岩手日報では、テレビ欄は当初「IBCテレビ」と表記していたが、リモコンキーID掲載時から「IBC」と略称のみで表記する形になった、なお、岩手日報ラジオ欄は従来通り「IBCラジオ」と表記。また、隣県青森のデーリー東北は「IBCラジオ・IBCテレビ」、東奥日報はラジオ欄のみ「IBCラジオ」）。なお秋田魁新報は「IBC岩手放送」、読売新聞岩手・青森・秋田・宮城版は「岩手放送 IBCテレビ」、スポーツ報知北東北版と東奥日報 第2TV面は「岩手放送」）。

## アナウンサー
IBCのアナウンサーは長年、男性が報道制作局報道部、女性がラジオ局放送部に配属という変則的な配置だったが、機構改革によって1990年頃にアナウンス部の前身であるアナウンス研修部が創設され、アナウンスセンターを経て現在に至る。また開局当初の養成に高橋圭三が関わった。
※はアナウンス部長経験者。
男性
- 1990年入社 神山浩樹（アナウンス部長、気象予報士・防災士）
- 2004年入社 浅見智（アナウンス部副部長）
- 2016年入社 長谷川拳杜
- 2023年入社 井丸貴拡
- 1973年入社 大塚富夫※（嘱託）
- 1983年入社 菊池幸見（嘱託）

女性
- 1995年入社 風見好栄（アナウンス部担当部長）
- 2004年入社 奥村奈穂美（アナウンス部副部長）
- 2011年入社 甲斐谷望
- 2012年入社 松原友希
- 2016年入社 川島有貴
- 2019年入社 今井日奈子
- 2024年入社 徳岡伶美
- 1981年入社 村松文代（嘱託）
- 1984年入社 水越かおる（嘱託）

### 異動・退職者
●は故人（在職中に死去した人物も含む）。

#### 男性
- 1953年
  - 柴田勲（黎明期に入社、1960年代半ばにラジオ番組朝の民謡を担当。1980年時点でラジオ局放送部長）
- 1955年
  - 井内勝美（後にテレビディレクター、第二テレビ制作部長、IBCビジョン常務取締役等を歴任。）
- 1959年
  - 小河原森（ - 1996年、アナウンサーとしての活動は1980年代前半まで）
- 1960年
  - 佐藤辰雄（ - 1961年、後に東北放送へ移籍し、『男女りすなぁ若者語』を含むラジオのディレクターとして長年活躍）
- 1962年
  - 前田正二※●（ - 1996年、初代アナウンス研修部長。放送部副部長を歴任[157]。IBCカルチャーセンター取締役を歴任。2016年3月8日死去[158]）
- 1965年
  - 沖津省己（ - 1970年、同年に開局したミヤギテレビへ移籍。）
- 1970年
  - 鈴木修●（ - 2006年、秋田支局長、報道部長、ラジオセンター制作グループ専任部長、定年後は岩手経済同友会事務局長、同相談役も務めた。2019年3月31日死去[159][160]）
- 1971年
  - 森本幸夫
- 1973年
  - 河辺邦博※（ - 2009年、『ニュースエコー』の初代キャスターで、アナウンス研修部長→アナウンスセンター長→アナウンス部長→テレビ営業局次長兼中部支社長→報道局次長兼報道部長、IBCアナウンス学院長を歴任）
- 1977年
  - 田中康男（ - 2005年、1980年代に『JNNおはようニュース&スポーツ』のスポーツコーナー担当としてTBSテレビへ出向。1997年にテレビ制作部へ異動、岩手ケーブルテレビ出向→中部支社専任部長→県南支社専任部長→報道部専任部長→県南支社長等を歴任）
- 1978年
  - 加藤久智（ - 2024年、退職後はフリーアナウンサーへ転向）
  - 照井健※（ - 2021年、退職後はフリーアナウンサーへ転向）
- 1981年
  - 吉田雅彦（ - 1987年、後に文化放送契約→J-WAVEニュースデスク→現:メディア・スタッフ所属。）
- 1985年
  - 佐藤宏邦（ - 2004年、報道部。2014年4月より始まった『イブニングジャーナル』で久しぶりに番組を担当した）
- 1986年
  - 近藤敏行（ - 1987年、常勤監査役）
- 1987年
  - 吉井祥博（ - 1995年、現：tvkアナウンス担当部長）
- 1988年
  - 伊東秀一（ - 1999年、現：地元局のテレビ信州）
- 1991年
  - 江幡平三郎（ - 2005年、2016年4月 - 2024年3月、報道部担当部長）
- 1992年
  - 井上学●（ - 2022年、1997年までアナウンサー、その後ラジオ・テレビのディレクター、報道部記者を経て東京支社在職中に死去）
- 1995年
  - 岩下賢一郎（ - 2002年、後に同社ディレクターを経て文化放送制作部→エス・オー・プロモーション所属（「岩下生佳」名義）→栃木放送アナウンサー[161][162]→フリー）
- 1997年
  - 今川渡祥（ - 2003年、2014年 - 、本名は剛。民間会社を経て、2014年12月に復職、東京支社営業部）
  - 大澤幹朗（ - 2003年、現：圭プロ）
- 2008年
  - 大原崇史（ - 2012年、テレビディレクターへ異動後、2014年に退職）
- 2012年
  - 高橋圭太（ - 2016年、静岡朝日テレビから移籍。退職後は茨城放送を経て、2020年から2021年までは地元局の秋田テレビで活動）
- 2016年
  - 清水康志（ - 2023年、報道部記者）
- 有海大喜（ - 1985年、後に定年まで報道部）
- 金子やすひと（※漢字名不明）
- 加藤憲一（ - 1980年、競馬中継等を担当、後に東北放送へ移籍し、アナウンサー・記者として活動）
- 神田勇（ - 2002年、後に営業局テレビ営業部長→大阪支社長→報道制作局長。IBCの初代競馬実況アナ。）
- 菊池充●（ - 2002年、1987年頃まで主にスポーツ中継を担当。晩年は宮古支局記者→報道部副部長。2002年死去）
- 小久保正信（1970年に行われた岩手国体の開会式の実況を担当）
- 錦織渓吉（『ラブリーいわて』の司会、『ニュースエコー』のキャスターを担当。後に当時の大船渡支社長等を務めた）
- 林陽一（「おはよういわて」の初代司会）
- 畑中茂夫（後に制作へ異動）

#### 女性
- 1959年
  - 宮田藤子●（後に立木藤子、1980年代半ば頃にラジオ局放送部副部長、1990年代に兼任でアナウンス研修部副部長を歴任。2017年1月19日死去[163]）
- 1962年
  - 畑中美耶子（ - 1969年、元もりおか歴史文化館館長、盛岡子供劇団CATSきゃあ主宰、株式会社パネット代表、舞台女優）
- 1968年
  - 西條幸子（ - 1987年、フリー。「西條ユキコ」名義で活動）
- 1973年
  - 千輝順子（→フリーアナウンサー、現在は東京在住だが時折、岩手放送製作の番組に登場することもある）
- 1980年
  - 後藤貴子（旧姓〔在籍時〕田村。退職後もフリーで『ワイドステーション』『のりこの週刊おばさん白書』などに出演）
- 1981年
  - 樋田由美子（株式会社パネット所属、現：IBCラジオニュースデスク担当）
  - 山崎博子（旧姓〔在籍時〕村井。株式会社パネット所属、現：IBCラジオニュースデスク担当）
- 1983年
  - 戸田信子●（ - 1988年・1997年 - 1999年、1988年 - 1989年に『JNNニュースデスク'88・'89』の担当としてTBSテレビへ出向。退職後はアメリカに在住していたが、2018年8月4日死去）
- 1986年
  - 佐々木礼子（ - 1988年?）
  - 東海林克江（ - 1988年、→テレビ東京専属→フリー）
  - 矢吹奈美江（ - 1990年）
- 1989年
  - 加藤ゆずか（ - 1991年、フリー）
  - 小長谷悠紀（フリー、フジテレビアナウンサー青嶋達也の妻）
  - 田代親世（ - 1994年、リポーター→映画ライター）
- 1990年
  - 伊藤美幸（→フリー・IBCアナウンス学院講師）
- 1991年
  - 玉井明子（退職後は柴田明子名義。フリーアナウンサー→茨城放送パーソナリティ<関連会社専属アナ>）
  - 斉藤さゆり（退職後は尾形さゆり名義。→フリー）
  - 播磨谷美貴子（ - 1994年、→東京MXTVへ移籍）
- 1992年
  - 高橋興子（→フリーアナウンサー→引退）
- 1995年
  - 松本美貴（→フリー、エス・オー・プロモーション所属）
- 1996年
  - 鎌田理奈（ - 2001年、現：地元局のエフエム北海道ディレクター）
  - 徳永千帆子（ - 2003年、圭三プロ→熊本朝日放送→退職、引退）
  - 吉田瑞穂（ - 2005年、テレビ局編成業務部等を経て、2017年に退職→現:フリー）
- 1997年
  - 佐藤恵（→フリー）
- 1998年
  - 瀬谷佳子（ - 2012年、報道部を経てラジオ放送部。2024年4月現在は同部副部長）
- 2002年
  - 石田麻衣（ - 2004年、ラジオのディレクターを経て、2008年3月寿退職→現:フリー）
- 2004年
  - 貞平麻衣子（ - 2007年、現：ホリプロ）
- 2008年
  - 土村萌（ - 2013年、結婚後岡山県に移住[164]。実妹は、女優・土村芳）
- 2012年
  - 冨田奈央子（ - 2016年、2017年1月から2019年12月までは地元局の広島ホームテレビアナウンサー）
- 2019年
  - 弦間彩華（ - 2022年、現：地元局のテレビ静岡）
- 伊藤雅子（IBCテレビの第1声を担当）
- 石川千鶴子（『ニュースエコー』の金曜サブキャスターを担当。退職後は高校教諭。娘は元フジテレビアナウンサーの久慈暁子。2023年4月以降は奥州エフエム放送のパーソナリティとして活動）
- 大高智佳子（フリー）
- 太田由美子（フリー、株式会社パネット所属）
- 粟田真由美（ - 1986年）
- 小池都（1980年頃、ラブリーいわての司会等を担当）
- 斎藤景子
- 高橋典子（→ラジオセンターディレクター）
- 吉田久美子（退職後は佐藤久美子名義。→フリー・実業家）
- 盛内真理子
- 八重樫尚子（『ニュースエコー』の初代サブキャスター）

### アノンシスト賞受賞歴
- 第1回（1975年度）テレビ「CM」部門優秀賞（河辺邦博・西条幸子）、ラジオ「CM」部門優秀賞（大塚富夫）
- 第3回（1977年度）ラジオ「番組」部門優秀賞（大塚富夫）
- 第4回（1978年度）ラジオ「番組」部門優秀賞（宮田藤子）
- 第6回（1980年度）テレビ「CM」部門優秀賞（田村貴子）、ラジオ「番組」部門優秀賞（前田正二）、称揚（西条幸子）
- 第8回（1982年度）称揚（宮田藤子・前田正二）
- 第11回（1985年度）テレビ「CM」部門優秀賞（菊池幸見）
- 第13回（1987年度）テレビ「CM・ショッピング番組」部門優秀賞（大塚富夫）、称揚（大高千佳子）
- 第18回（1992年度）ラジオ「番組」部門優秀賞（河辺邦博）
- 第19回（1993年度）テレビ「CM」部門優秀賞（斉藤さゆり）
- 第20回（1994年度）ラジオ「CM」部門優秀賞（菊池幸見・水越かおる）、称揚（前田正二・大塚富夫）
- 第21回（1995年度）称揚（菊池幸見）
- 第23回（1997年度）テレビ「CM」部門優秀賞（松本美貴）、ラジオ「番組」部門優秀賞（大塚富夫）、称揚（IBC岩手放送アナウンスセンター）
- 第24回（1998年度）テレビ「CM」部門最優秀賞（大塚富夫）
- 第25回（1999年度）テレビ「スポーツ実況」部門優秀賞（加藤久智）、活動部門賞（ラジオドラマ「IBCミステリー劇場」）
- 第27回（2001年度）ラジオ「読み・ナレーション」部門優秀賞（大塚富夫・吉田瑞穂）
- 第30回（2004年度）ラジオ「読み・ナレーション」部門優秀賞（大塚富夫・吉田瑞穂）、テレビ「読み・ナレーション」部門優秀賞（江幡平三郎）
- 第32回（2006年度）活動部門賞（菊池幸見）
- 第33回（2007年度）活動部門賞（朗読劇「朗読カフェの不思議な一日」）
- 第34回（2008年度）ラジオ「フリートーク」部門最優秀賞（神山浩樹）、ラジオ「読み・ナレーション」部門優秀賞（加藤久智）、テレビ「フリートーク」部門優秀賞（奥村奈穂美）
- 第36回（2010年度）ラジオ「フリートーク」部門最優秀賞（照井健）
- 第37回（2011年度）ラジオ「フリートーク」部門優秀賞（神山浩樹）、活動部門賞（部員有志による「ともの朗読会」と「被災地子育て支援〜朗読会とワークショップ」）
- 第38回（2012年度）テレビ「スポーツ実況」部門最優秀賞・グランダプレミオ（照井健）
- 第41回（2015年度）活動部門賞（神山浩樹）
- 第44回（2018年度）新人奨励賞（長谷川拳杜）
- 第47回（2021年度）テレビ「スポーツ実況」部門優秀賞（浅見智）

## 684レポーター
- 伊達晴香（2015年10月1日 - ）
- 赤坂菜生（2017年5月17日 - ）

## スタジオ
テレビ
- Aスタジオ（100坪）『ニュースエコー』・『じゃじゃじゃTV』など。「じゃじゃじゃ」のセットが常置されており、『金曜情報館』などさまざまな番組に併用している。
- Bスタジオ（50坪）
- ニューススタジオ（報道部内、オープン形式。）：『岩手日報IBCニュース』など。導入当初は『ニュースエコー』のスタジオとしても使用され、キャスター越しに報道部が画面に映り込む構造であったが、のちに壁面側に移動した。現在はスポットニュースにしか用いないため、報道部の片隅にスタジオスペースが置かれている。

ラジオ
2スタは2階にあり生放送専用。1・3・4スタは1階奥にあり録音番組及びCM収録用。
- 第1スタジオ：
- 第2スタジオ：『朝からRADIO』・『ワイドステーション』・『リクエストマンデー』・『水越かおるのすっぴん土曜日』・『大塚富夫のタウン』・『のりこの週刊おばさん白書』など
- 第3スタジオ
- 第4スタジオ
- ニューススタジオ（1階報道部の奥にある。ワイド番組内では番組MCアナが2スタよりニュースを読む時間帯もある）。

汎用
本社屋1階。現在は展示会などイベントスペースとして使われることが多く、スタジオとして使う頻度は減っている。
- ロビースタジオ（1階）：『IBCラジオ・チャリティー・ミュージックソン』など。庭園を望むことができる。壁面にマルチディスプレイ（ブラウン管）が設置されている。かつては頻繁に使用されていた。
- 本社1階の「IBCホール&ロビースタジオ」は、盛岡地区の家電製品フェアの会場として時々使われている他、その他各種行事や展示会の会場として地域に広く開放されている。また『IBCラジオ・チャリティー・ミュージックソン』（ラジソン）などの公開生放送にも使用されている。
- IBCホール（1階）：イベントホール。半月状の形状で、スタジオとしての使用も考慮されている。ラジオの公開放送で時々使われるほか、みちのくプロレスが試合を行ったこともある。

## 情報カメラ設置場所
- 盛岡市：マリオス屋上（以前は盛岡グランドホテル屋上に設置）
- 花巻市：花巻空港ターミナルビル屋上
- 宮古市：宮古漁協ビル屋上
- 釜石市：釜石市営ビル屋上（以前は釜石海員会館屋上（IP伝送）に設置）
- 大船渡市：場所不明（IP伝送）
- 久慈市：久慈漁協ビル屋上
- 秋田県秋田市：秋田港ホテルルートイン秋田土崎屋上（放送区域外であるが、地震発生時や吹雪など悪天候時に映像を使用する場合がある）
- 秋田県秋田市：秋田空港ターミナルビル屋上

## 地域ニュースの動画配信
- 2022年4月から、『TBS NEWS DIG Powered by JNN』のリニューアルにともない、『IBC NEWS DIG Powered by JNN』にて配信。

## 放送以外の事業・主催イベント

### 現在

#### 事業
- IBCハウジングメッセ - 北上市の住宅展示場。
- 住宅展示場「みらいえ」- 岩手めんこいテレビと共同。

#### 共催イベント（毎年開催するもの）
- 岩手県知事杯争奪民謡王座決定戦[165]
- プロ野球公式戦（楽天戦）

### 過去
- IBCアナウンス学院 - アナウンススクール。話し方教室、朗読教室など。本社と北上市で開講。
- IBC少年少女友情の船として、主に岩手県内の小学生・中学生を対象として、グアム・サイパンへの船旅ツアーを過去に行っていた[166]。

## 関連企業
出典

### 連結子会社
- アイ・ビー・シー開発センター - 広告代理業、ミュージックテープ等販売、駐車場管理、保険代理業

### 持分法適用関連会社
- 東広社 - 広告代理業
- 総合企画新和 - 人材派遣、番組制作
- アイ・ビーシー・ソフトアルファ - 人材派遣、コンピュータソフトウェアの開発・販売、情報機器等の販売

### 株を保有している企業（一部）
- 2023年時点
  - TBSホールディングス
  - エフエム岩手
  - テックJ
  - 電通グループ
  - 岩手銀行
  - 北日本銀行
  - 象印マホービン
  - 岩手日報社
  - 岩手めんこいテレビ
  - 毎日新聞グループホールディングス
  - 東北銀行
  - WOWOW
  - 東北電力
  - 盛岡地域交流センター
  - アークス
  - 一関ゴルフ
  - DCMホールディングス
  - 共益商事
- 過去
  - 岩手ケーブルテレビジョン
  - 盛岡ターミナルビル
  - アンビシャス
  - ジョイス
  - 南部富士
  - 岩洞湖開発
  - 岩手スポーツプロモーション
  - BS-TBS